# Tabu pokarmowe

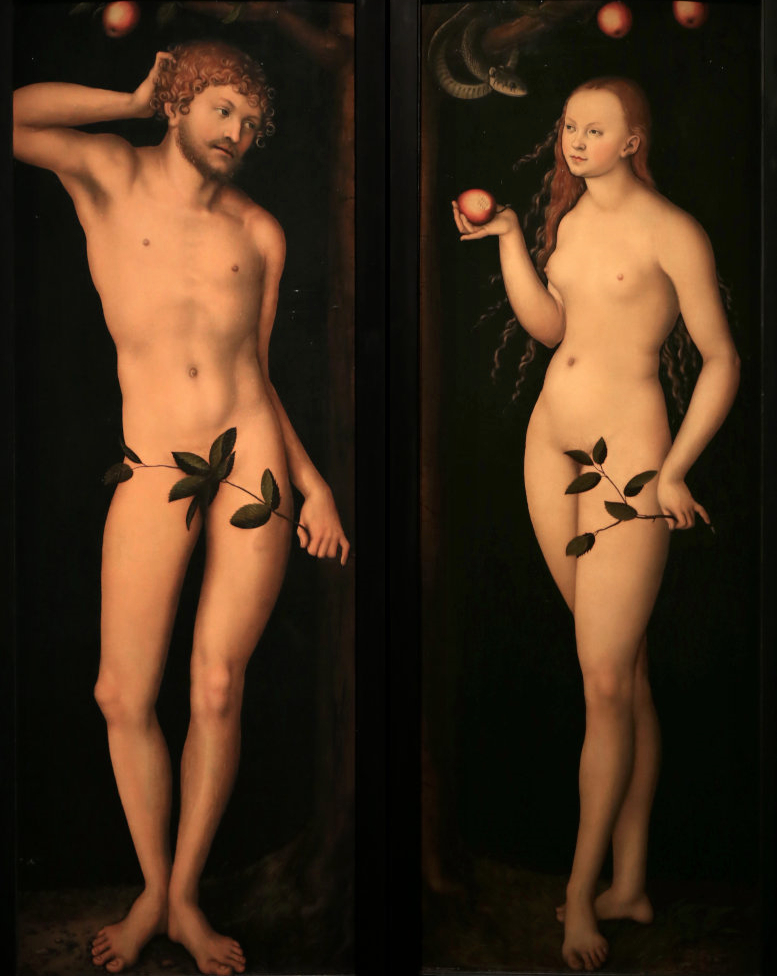
Skosztowanie owocu z drzewa poznania dobra i zła przez Adama i Ewę można rozumieć jako naruszenie boskiego tabu pokarmowego. Fragment obrazu Lukasa Cranacha Starszego Adam i Ewa w rajskim ogrodzie

Tabu pokarmowe – istniejący w określonych grupach społecznych lub kulturowych świadomy zakaz spożywania pokarmu pochodzenia roślinnego lub zwierzęcego, który jest jadalny z punktu widzenia fizjologii trawienia. Nie jest znane tabu pokarmowe, które byłoby akceptowane we wszystkich kulturach. Najpowszechniejszym jest zakaz kanibalizmu. W wielu przypadkach tabu nie jest utrwalone pisemnie, posiada mimo to moc zakazu wiążącego określoną grupę. Ponieważ używki, jak np. alkohol, nie są zaliczane do żywności, naukowcy nie traktują zakazu picia alkoholu w islamie jako tabu pokarmowego. Również ograniczone czasowo unikanie spożywania pewnych potraw, np. w ramach postu, nie jest traktowane jako tabu pokarmowe.
Badaniami zjawiska zajmuje się kilka nauk, przede wszystkim antropologia, etnologia i dietetyka.

## Wprowadzenie
Człowiek zaliczany jest przez naukowców do zwierząt wszystkożernych, ponieważ jest przystosowany do spożywania i trawienia pokarmów zarówno pochodzenia zwierzęcego, jak i roślinnego. Niemniej jednak we wszystkich znanych społeczeństwach wybiera się z możliwych rodzajów pokarmu najlepsze i rozróżnia się pożywienie, które jest gorsze, którego się unika i takie, którego spożycie jest zabronione. Ze względów zdrowotnych uzasadnione jest przede wszystkim unikanie spożycia pokarmów ciężkostrawnych i trujących. Wszystkie inne zakazy i unikanie uważa się za przyswojone w społeczno-kulturowych ramach (grupach wyznaniowych, narodach czy kulturach) i dlatego zakazy takie znacznie różnią się od siebie. Wybór pokarmu u człowieka nie jest jak u zwierząt podyktowany instynktem. Obserwacje naukowe wykazały, że małe dzieci do wieku dwóch lat są z zasady gotowe wkładać do ust i jeść wszystko, także kamienie, chrząszcze czy kał. Wstręt do spożywania niektórych rzeczy nie jest wrodzony, lecz nabyty w drodze interakcji ze społecznym otoczeniem. U zwierząt nie stwierdzono prawdziwych emocji wstrętu.
Zakazany pokarm często kojarzy się z uczuciem wstrętu. Fakt, że to samo pożywienie, które w jednej kulturze uważa się bezsprzecznie za niejadalne, może być uważane jako przysmak w innej (np. mięso z psa), potwierdza, że reakcja wstrętu nie jest instynktem – nie jest więc związana z właściwościami obiektu, który jest zasadniczo jadalny. Zdolność stłumienia reakcji wstrętu w ciężkich sytuacjach, np. podczas klęski głodu, i spożycia pokarmu obłożonego tabu, jest zróżnicowana indywidualnie. Zwykle silny wstręt przy jedzeniu powoduje wymioty, które uniemożliwiają dalsze spożywanie.
Ze znanych zakazów pokarmowych z całego świata najliczniej obłożonymi tabu są mięso i produkty zwierzęce – tylko mała liczba zakazów dotyczy roślin. Daniel Fessler i Carlos David Navarrete znaleźli w 12 badanych grupach kulturowych 38 rodzajów tabu pokarmowych dotyczących potraw ze zwierząt i tylko 7 potraw z roślin. Na świecie Chińczycy wyróżniają się najmniejszą liczbą zakazów pokarmowych – w Europie Francuzi. Źródła historyczne wskazują na to, że liczba rodzajów tabu pokarmowego w Europie w czasach najnowszych wyraźnie wzrosła.

## Teorie naukowe dotyczące tabu pokarmowego
Istnieje kilka teorii naukowych, które próbują wyjaśnić powstawanie i istnienie tabu pokarmowego (poniżej opisano najbardziej znane).
- Teoria kulturowo-materialistyczna, inaczej też ekonomiczno-racjonalistyczna. Najbardziej znanym przedstawicielem materializmu kulturowego jest antropolog Marvin Harris, autor książki Krowy, świnie, wojny i czarownice, wydanej w 1985. Przedstawiciele tej teorii wychodzą z założenia, że można wytłumaczyć tabu pokarmowe racjonalnie, jako wynik analizy kosztów i zysków z perspektywy jak najlepszego zaopatrzenia w żywność. W swojej „teorii optymalnego poszukiwania pokarmu” twierdzą oni, że w każdej kulturze czy wspólnocie powstają przyzwyczajenia dotyczące pokarmu, które w zależności od regionalnych warunków mają ekologicznie albo ekonomicznie sens i obiecują największy zysk. Harris wskazuje na to, że bydło domowe w Indiach jest (albo było) bardzo drogocenne i że niemądrym posunięciem byłoby jego zabijanie i zjadanie. Z tego przekonania miało powstać stopniowo tabu pokarmowe świętych krów.
- Teoria społeczno-kulturowa albo funkcjonalistyczna. Przedstawiciele tego podejścia, np. Frederick J. Simoons (Eat not this Flesh. Food avoidances in the Old World, 1967) wychodzą z założenia, że tabu służy przede wszystkim umocnieniu identyfikacji grupy i odgraniczeniu od pozostałych wspólnot. Tabu pokarmowe przyczynia się w ten sposób do utrzymania porządku społecznego. Tabu poddawane są celowo takie rodzaje pożywienia i potrawy, które są spożywane w innych grupach, od których dąży się do odgraniczenia. Z reguły koncepcja ta nie potrafi jednak wyjaśnić, dlaczego właśnie jakieś szczególne pożywienie jest okładane tabu, a nie inne. Teoria ta również nie zajmuje się szczegółowo znaczeniem poszczególnych rodzajów pożywienia[3].
- Teoria strukturalistyczna. Jej przedstawicielami są przede wszystkim Mary Douglas (Purity and Danger, 1966), Claude Lévi-Strauss i Ulrich Tolksdorf. W swoich modelach traktują oni źródła pokarmu jako symbole, które mają pomóc w tworzeniu pewnego wymyślonego porządku w otoczeniu. Zgodnie z tym każda kultura nie tylko dzieli artykuły spożywcze na „czyste” i „nieczyste”, na święte i zwyczajne. Do tego dochodzi, że „czyste” pożywienie uchodzi za jadalne, „nieczyste” za niejadalne. Różne kryteria służą klasyfikacji produktów. Jeśli jakiś rodzaj potraw nie spełnia kryteriów, a zatem nie pasuje do żadnej kategorii klasyfikacji, wtedy społeczność nakłada na nią tabu. Koncepcję zmodyfikował etnosocjolog Edmund Leach (Kultur und Kommunikation, 1974): według niego, z reguły niejadalne są zwierzęta, które albo uważa się za bardzo obce albo za bardzo bliskie człowiekowi. Leach porównał jadalność zwierząt do reguł obowiązujących w małżeństwie: blisko spokrewnione osoby obowiązuje tabu zaślubin i kazirodztwa. Odpowiednio zwierzęta, z którymi człowiek obcuje w swoim miejscu zamieszkania (psy, koty), są poddane tabu pokarmowemu. Brak pokrewieństwa oznacza zezwolenie na zaślubiny, a w przeniesieniu na pokarm jadalność dzikich zwierząt. „Bardzo daleki” związek wyklucza bliskie kontakty socjalne u ludzi, jak i jadalność zwierząt, które uważa się za „dzikie” i „obce”.
- Teoria emocjonalno-psychologiczna. Jej reprezentanci to Fessler i Navarette. Badacze ci wychodzą z założenia, że podstawą tabu pokarmowego są emocje i w swojej argumentacji przytaczają tezę, że uczucie wstrętu powstało w procesie ewolucji, aby ułatwić wybór pokarmu i zmniejszyć ryzyko śmierci przez „zły pokarm”. Ryzyko to, ich zdaniem, jest większe w przypadku mięsa niż roślin. Poprzez uczucie mdłości oraz wymioty uczucie wstrętu w pewien sposób zaprogramowało się w mózgu. Inne wyjaśnienia tabu pokarmowego mają być tylko uzasadnieniami racjonalnymi, które powstały później. Koncepcja ta jednak jest kontrowersyjna, gdyż wyniki badań potwierdzają, że wstręt nie jest instynktem. Wrodzone są tylko pewne preferencje smakowe.

Wszystkie dotychczasowe koncepcje zawodzą, gdyż żadna z nich nie jest w stanie wyjaśnić zadowalająco wszystkich znanych rodzajów tabu pokarmowego. Dotyczy to także zakazów, które powstały w ramach ruchu wegetariańskiego, a które wydają się uwarunkowane względami etycznymi. Jednak zdaniem Evy Barlösius: jest to wysoko nieprawdopodobne, aby tak zróżnicowane zjawiska jak zakaz zabijania bydła w Indiach, tabu na koninę w północnej Europie, wstręt do spożywania mięsa psów i kotów w Europie i Ameryce Płn., czy tabu na wieprzowinę w islamie i judaizmie powstały z tych samych przyczyn.

## Rodzaje tabu pokarmowego o podłożu religijnym

### Wołowina
Jednym z najbardziej znanych zakazów pokarmowych jest hinduistyczne tabu zabijania bydła domowego i spożywania produktów z niego. Przede wszystkim krowy dojne są uważane za święte i nietykalne. Krowa jest dla hinduistów ucieleśnieniem bogini Prythiwi, Matki Ziemi. Poza tym według hinduskiej legendy sam Kryszna, inkarnacja boga Wisznu, dorastał w rodzinie pasterza bydła, dlatego jest przedstawiany na wizerunkach często jako pasterz z krową. Byk o nazwie Nandi jest zwierzęciem towarzyszącym bogu Śiwa. Dla niektórych hinduistów reinkarnacja jako krowa oznacza osiągnięcie poziomu stojącego bezpośrednio pod poziomem człowieka, który jest szczytem reinkarnacji. Dusza człowieka, który zabije krowę, powraca na najniższy z 87 poziomów reinkarnacji. Również mleko krowie i odchody uważane są za święte. W większości indyjskich krajów i terytoriów związkowych zabijanie bydła jest zabronione prawem albo pozwala się na to tylko wyjątkowo. Jednolitego prawa obowiązującego w całych Indiach jednak nie ma.

Zachowała się wypowiedź Mahatmy Gandhiego: 

Podstawową zasadą hinduizmu jest ochrona krów. Ochrona krów to dla mnie jedno z najwspanialszych zjawisk w ludzkiej ewolucji. [...] Ochrona krów to dar hinduizmu dla świata. Hinduizm będzie żył tak długo, dopóki będą żyć hinduiści chroniący krowy

Kult krów wśród hinduistów jest jednak zakorzeniony w różnym stopniu. Podczas gdy wielu z nich, przede wszystkim na północy Indii, ma bardzo emocjonalny związek z tymi zwierzętami, w południowym regionie Kerala nie toleruje się jedynie ich zabijania, ale sprzedaje starsze zwierzęta chrześcijańskim albo islamskim rzeźnikom. Krowie mięso jest tam nawet jedzone. Z 450 kast, które oficjalnie istnieją w Indiach, 117 ma zezwolenie na spożywanie wołowiny. Z powodów finansowych kasty te mogą pozwolić sobie jedynie na wołowinę ze zwierząt padłych. Dla większości hinduistów wołowina jest jednak tabu. Słabe i mało produktywne krowy trzyma się najczęściej nadal w oborze i karmi się do ich śmierci; czasami oddaje się je do specjalnych schronisk, gdzie żyją na łaskawym chlebie. Według Harrisa, liczba takich „domów starców” dla bydła wynosiła w Indiach w latach 80. XX wieku ok. 3 tys., w których żyło ok. 580 tys. zwierząt. Najwięcej z nich należało do zwolenników dżinizmu.

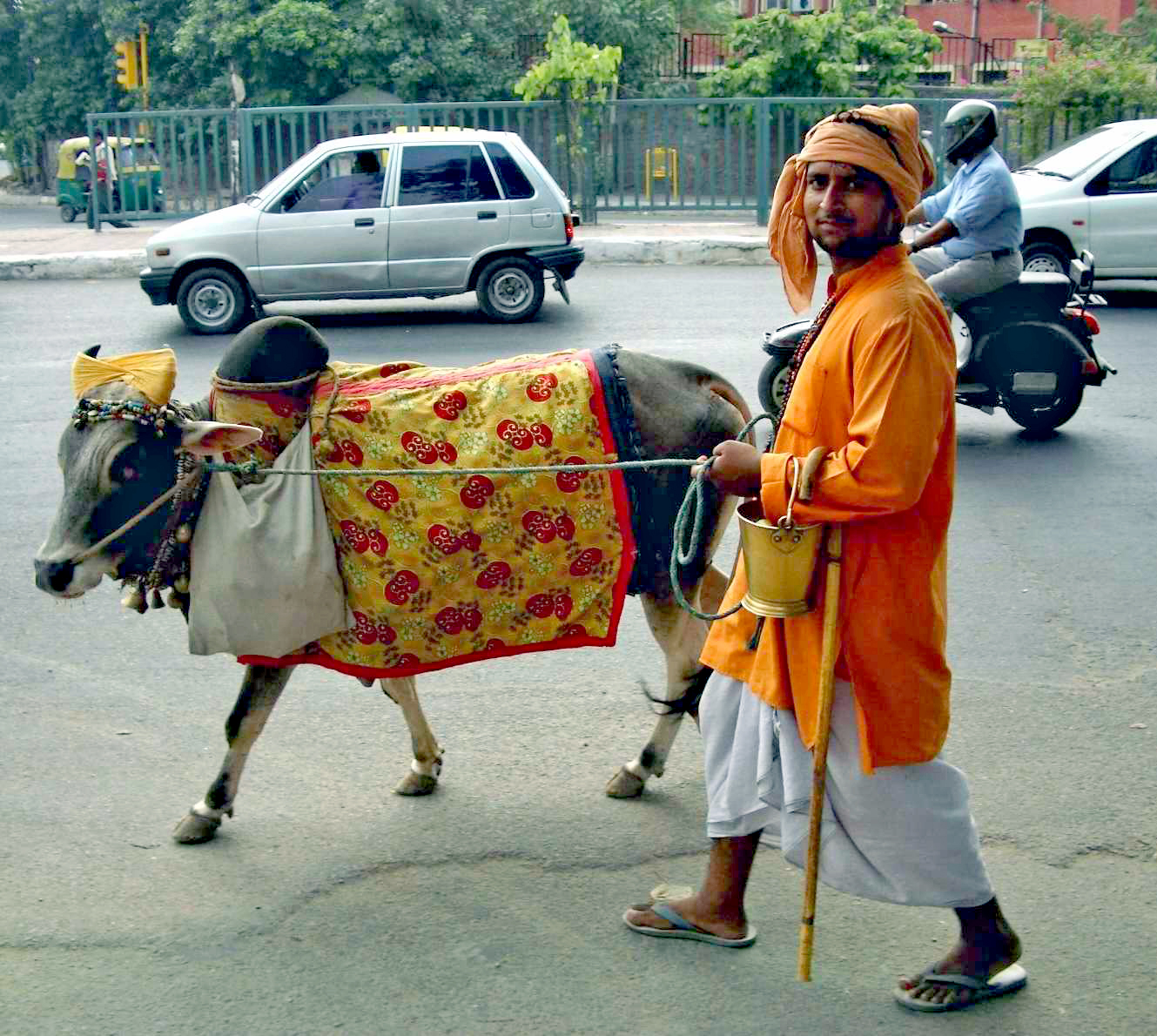
Krowa na ulicy w Delhi

Hinduiści najczęściej wierzą w to, że mieszkańcy Indii już w starożytności święcili i zasadniczo nie ubijali bydła – spożywanie wołowiny mieli rozpowszechnić w kraju dopiero muzułmanie. Nie potwierdzają tego jednak źródła historyczne. W okresie od roku 1800 do 800 p.n.e. w północnych Indiach żyły indoaryjskie plemiona koczownicze, związane z kulturą wedyjską. Jak wykazują analizy staroindyjskich źródeł, spożywały one wołowinę, jak i ofiarowywały bydło w ramach rytuałów religijnych. Po ubiciu zwierzęta ofiarne były rozdawane między świty kapłanów i wojowników. Bydło było w okresie wedyjskim nie tylko jednym z najważniejszych zwierząt ofiarnych, ale było spożywane chętnie na co dzień i to w dużych ilościach, jak na to wskazują liczne teksty. W czasach władcy Aśoki w połowie III stulecia przed naszą erą tabu ubijania bydła jeszcze nie było. Bramini spożywali wołowinę i przede wszystkim gości przyjmowano potrawami z tego mięsa.
Z czasem wołowina stała się tabu dla wszystkich hinduistów, podczas gdy produkty krowie ogłoszone zostały świętymi, czystymi i oczyszczającymi. W okresie wedyjskim istniały już cztery kasty: kapłańska kasta braminów, kasta wojowników, kasta chłopów i rzemieślników i kasta sług. Gdy populacja zaczęła się zwiększać, wzrosło zapotrzebowanie na ziemię orną, co zmniejszyło liczbę pastwisk, a co za tym idzie bydła. W związku z tym wołowiną mogły odżywiać się wkrótce już tylko kasty uprzywilejowane. Około roku 600 p.n.e. doszło w okresie wojen i powodzi do klęsk głodu. W tym samym czasie powstał buddyzm jako religia konkurencyjna, potępiająca ofiary zwierzęce i zabijanie zwierząt w ogóle.

Według Harrisa, wynikiem tej konkurencji było powstanie w Indiach tabu pokarmowego na bydło: 

Przez 900 lat buddyzm i hinduizm walczyły ze sobą o żołądki i głowy mieszkańców Indii. Na koniec hinduizm rozstrzygnął walkę na swoją korzyść, ale dopiero po tym, jak bramini zrezygnowali z kultu ofiary zwierzęcej, rigwedy, przejęli zasadę zakazu ubijania i stworzyli sobie reputację strażników, a nie ubijających bydło. [...] Zamiast mięsa, mleko stało się najważniejszym rytualnym pożywieniem hinduizmu [...]

 Gdyby negatywne tabu zostało nałożone na bydło całkowicie, oznaczałoby to koniec chowu bydła, gdyż „nieczyste” zwierzęta nie są trzymane przez wierzących. W życiu chłopów bydło odgrywa jednak nadal ważną rolę, z której nie mogą oni zrezygnować, gdyż służy im jako zwierzę pociągowe na polu, dostarcza mleko, a odchody są używane jako nawóz albo opał. Poza tym posiadanie przynajmniej jednej krowy uprawnia wielu chłopów małorolnych do posiadania małego kawałka ziemi. Według Harrisa, jest to prawdziwa przyczyna powstania tabu świętej krowy. Nie ma ona nic wspólnego z religią, lecz jest związana z ekonomią.

### Wieprzowina

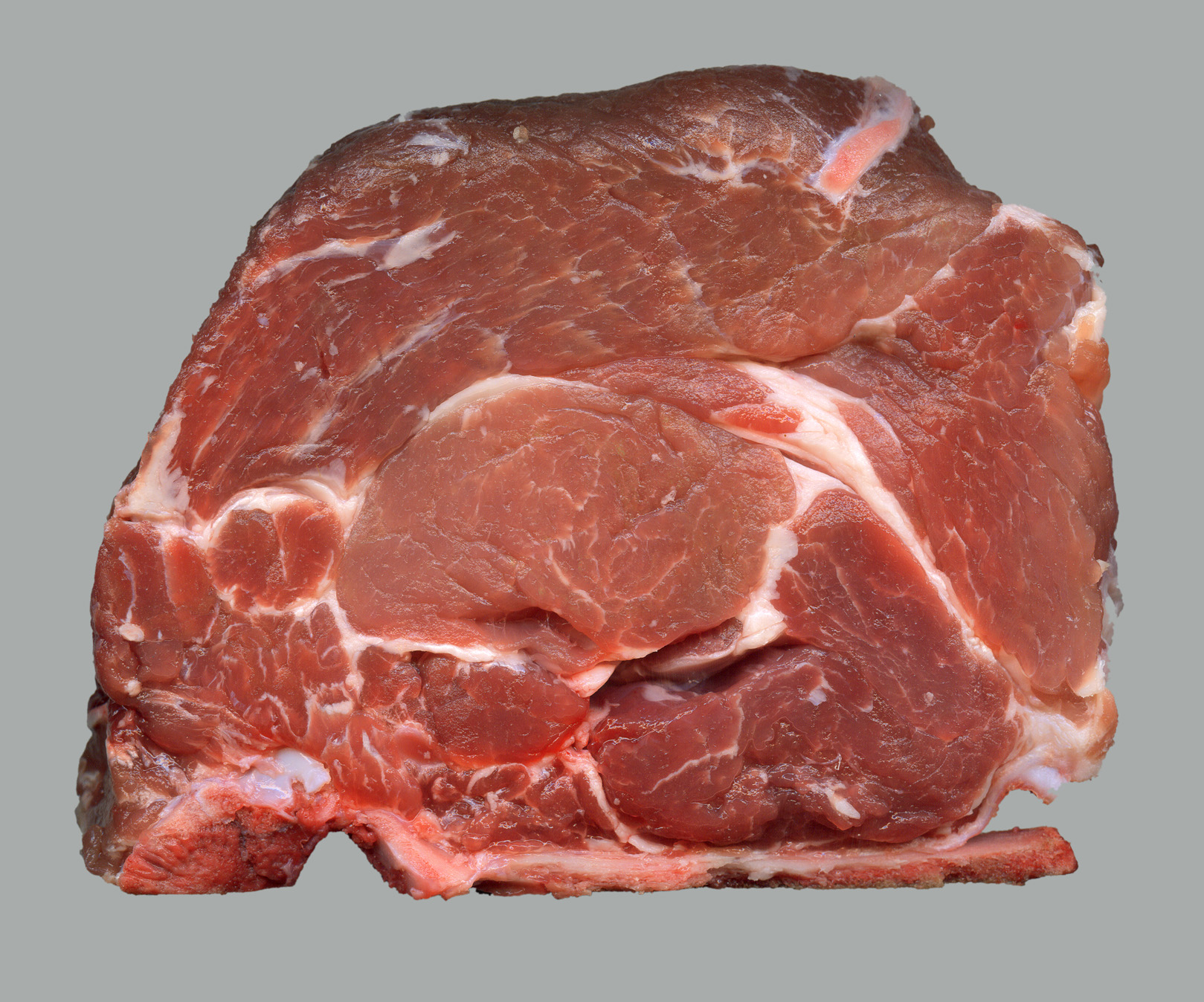
Karkówka z kością

Zarówno w judaizmie, jak i w islamie wieprzowina jest pisemnym tabu. Tora zabrania spożywania kilku gatunków zwierząt, a interpretacje odpowiednich zakazów doprowadziły do powstania zasad koszerności. Mięso świni nie zalicza się do pokarmu koszernego. W Księdze Kapłańskiej Bóg mówi: 

Będziecie jedli wszystkie zwierzęta czworonożne, które mają rozdzielone kopyta, to jest racice, i które przeżuwają. [...] Wieprz, ponieważ ma rozdzielone kopyto, ale nie przeżuwa – będzie dla was nieczysty. Nie będziecie jedli jego mięsa ani dotykali ich padliny – są one dla was nieczyste.

Koran wymienia spośród gatunków zwierząt tylko świnie jako zabroniony pokarm: 

On zakazał wam tylko: padliny, krwi i mięsa wieprzowego, i tego, co zostało złożone na ofiarę czemuś innemu niż Bogu. Lecz ten, kto został do tego zmuszony, a nie będąc buntownikiem ani występnym, nie będzie miał grzechu. (...).

 Pomimo tego także w islamie istnieje zasadniczy podział produktów na „czyste” (halal) i nieczyste (haram), który obowiązuje wiernych, nawet jeśli produkty spożywcze nie są wymienione w tekście Koranu.

Harris wskazuje na to, że autorytety obu religii dzisiaj często tłumaczą tabu wieprzowiny, argumentując, że świnie są w rzeczywistości zwierzętami brudnymi, które lubią się tarzać w błocie, jedzą własne odchody oraz że można zachorować po spożyciu wieprzowiny na włośnicę. Świnie faktycznie jedzą własne odchody, kiedy nie mogą znaleźć innego pożywienia. Ponieważ nie posiadają gruczołów potowych, szukają ochłody tarzając się w błocie. Ale oprócz świń także kury i kozy, uważane za „czyste”, spożywają własne odchody. Włośnica natomiast została odkryta dopiero pod koniec XIX w. i zdaniem Harrisa nie nadaje się na uzasadnienie tego starego tabu. Peter Heine dodaje: 

Gdyby aspekt higieniczny miał być główną przyczyną zakazu, wtedy spożywanie wołowiny musiałoby być tym bardziej zabronione, gdyż może ona zawierać pasożyty, które wywołują śmiertelną chorobę – wąglika, podczas gdy skutki zakażenia włośnicą są mniej poważne (...).

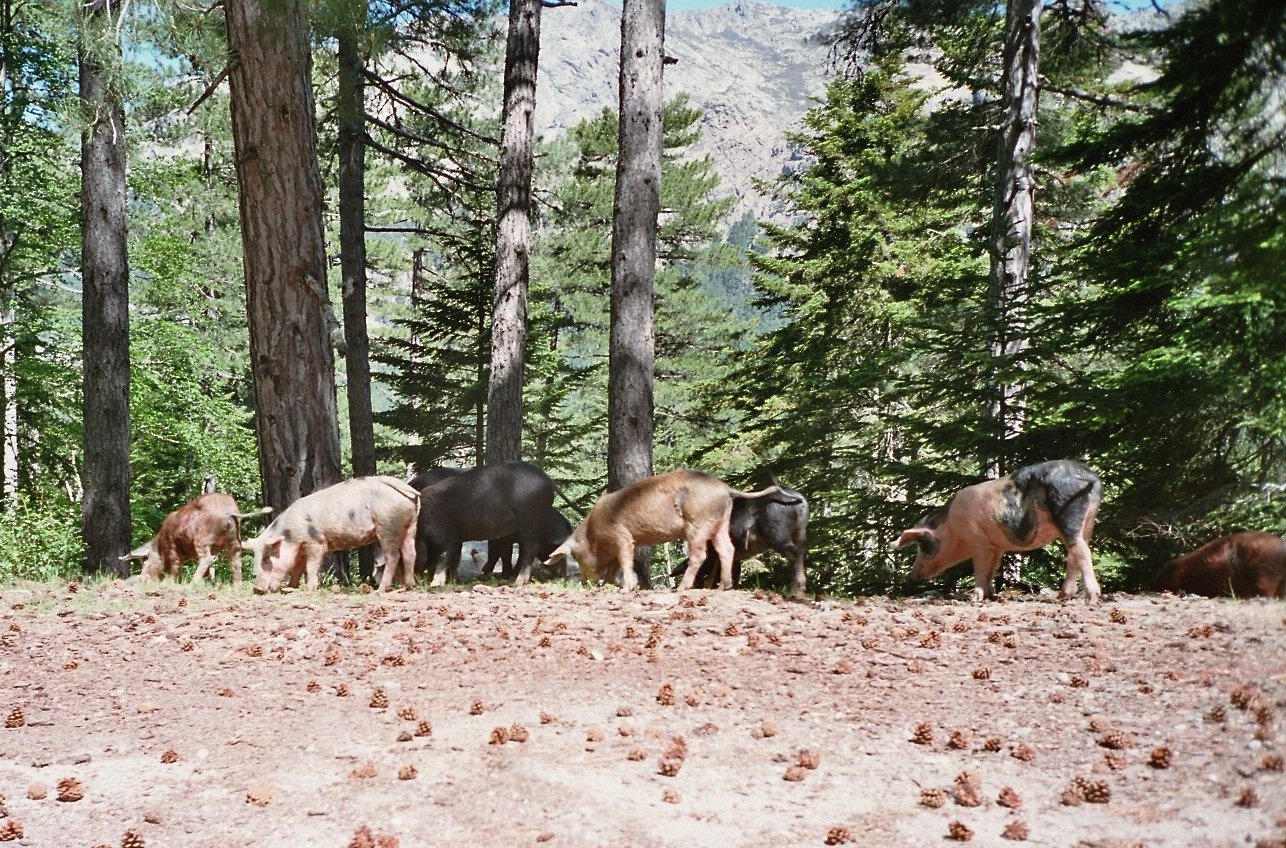
Półdzikie świnie na Korsyce

Znaleziska archeologiczne potwierdzają, że wcześniej hodowano i jedzono świnie także na Bliskim Wschodzie. W czasach neolitu rozciągały się tam duże lasy dębowe i bukowe, w których stada świń znajdowały pokarm i chłodzący cień. Wzrost liczby ludności przyczynił się do karczowania coraz większych obszarów leśnych w celu pozyskania ziemi ornej i w ten sposób hodowla świń w tym gorącym regionie przestała się opłacać: świnie są co prawda wszystkożerne, ale w przeciwieństwie do zwierząt przeżuwających nie potrafią trawić roślin z wysoką zawartością celulozy, np. traw. Udomowione przez człowieka musiały być karmione zbożem albo innymi plonami, przez co stały się dla człowieka konkurencją w odżywianiu się. Świnie nie nadają się również ani na zwierzęta pociągowe, ani do transportu ludzi. Poza tym nie można ich doić. Ich chów, zdaniem Harrisa, stał się po analizie kosztów i zysków w pewnym momencie nieekonomiczny i dlatego niepożądany. Wprowadzenie tabu na wieprzowinę miałoby zatem związek ze zmianami środowiskowymi na Bliskim Wschodzie, a nie z systemem wiary, który wyniknął z wyobrażeń religijnych o „czystych” i „nieczystych” zwierzętach.
W przeciwieństwie do tej argumentacji strukturalistyczna koncepcja wychodzi z założenia, że zakaz spożywania wieprzowiny odzwierciedla systemy filozoficzne panujące w społeczeństwach Bliskiego Wschodu. Mary Douglas interpretuje przykazy Starego Testamentu dotyczące odżywiania się jako część porządku społecznego, w którym atrybuty „czysty” i „nieczysty” odgrywają ważną rolę. Święte i czyste są wszystkie rzeczy, które są bez skazy, doskonałe i które dają się jednoznacznie określić. Według Księgi Kapłańskiej stworzone zostały trzy grupy zwierząt: w wodzie, na lądzie i w powietrzu, przy czym każdej grupie odpowiadają pewne kryteria. Zwierzęta, które spełniają wszystkie kryteria pewnej grupy, uważane są za „czyste”, zatem jadalne – inne za „nieczyste”, niejadalne. Ponieważ świnia nie spełnia kryteriów dla zwierząt jadalnych, sklasyfikowana została jako zwierzę nieczyste. Douglas uważa, że kryteria porządkowe zostały spisane w późniejszym czasie, aby potwierdzić i uzasadnić istniejące już zwyczaje odżywiania się. Eva Barlösius wskazuje na to, że wielu produktów spożywczych nie spożywano na długo przed powstaniem przykazań odżywiania się w judaizmie. Jej zdaniem klasyfikacja zwierząt według kryterium „przeżuwacze z rozdzielonymi kopytami” została stworzona w późniejszym okresie.
Frederick J. Simoons, jako zwolennik koncepcji funkcjonalistycznej, doszukuje się w tabu wieprzowiny wyniku konfliktu między grupami koczowniczymi i osiadłymi. Chów świń nie pasował do stylu życia koczowników, którymi byli starożytni Izraelici. Świnia stała się więc symbolem osiadłości i dlatego należało się zrzec jej jako zwierzęcia użytkowego. Poza tym spożywanie wieprzowiny kojarzyło się Izraelitom z narodami, które zagrażały plemionom izraelskim. Do tej argumentacji przyłączył się także badacz islamu Peter Heine, który zauważył, że w starożytnym Egipcie świnie były cenione jako zwierzęta ofiarne. W związku z tym główną przyczyną tabu wieprzowiny byłoby wyróżnienie monoteizmu wobec politeistycznego otoczenia.

### Konina

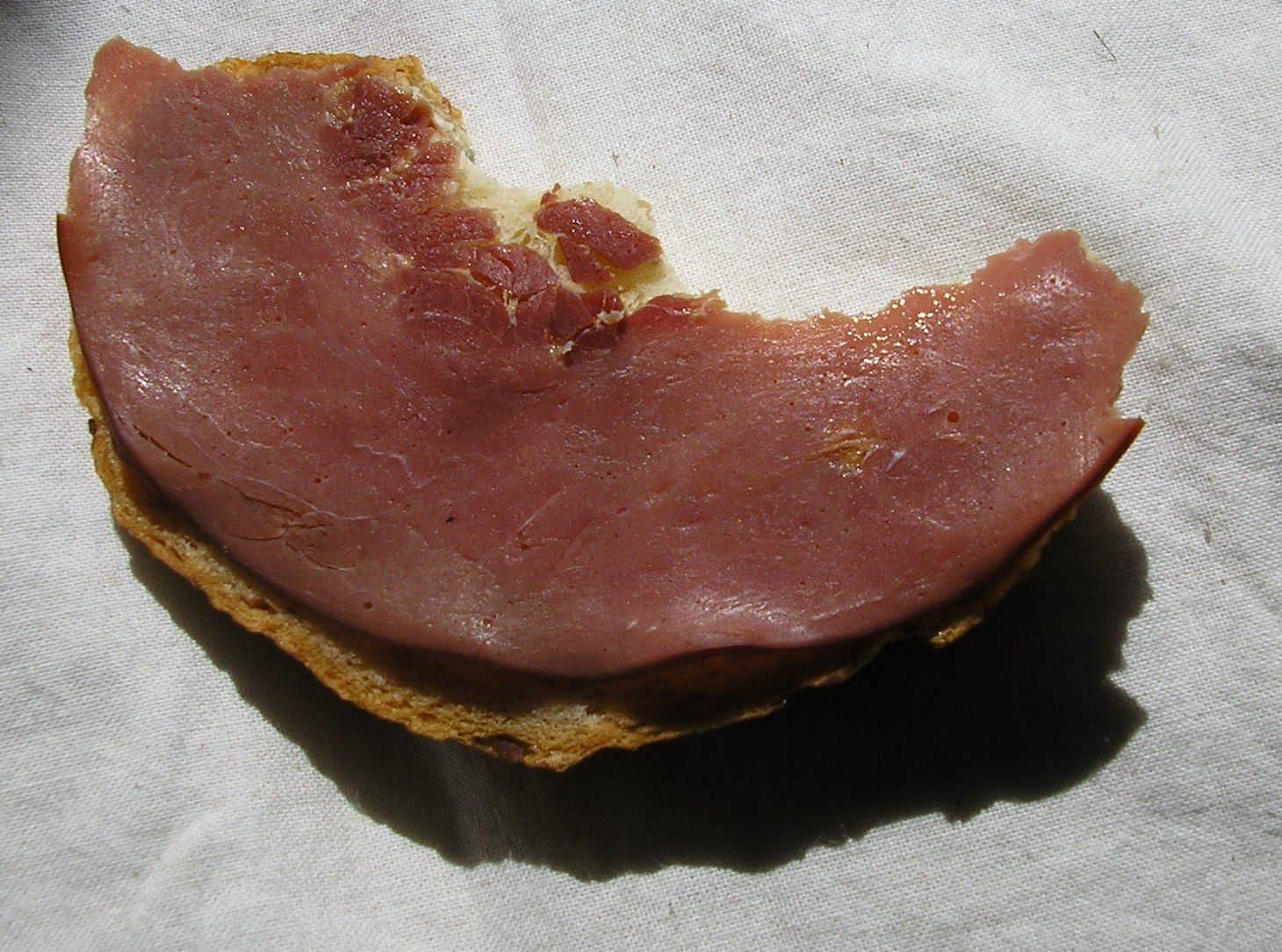
Kanapka z szynką z koniny

Konina uważana jest w wielu krajach za normalny rodzaj pożywienia, w kilku innych jednak obłożona jest tabu albo jej spożywanie jest unikane. Żydowskie przykazania pokarmowe zabraniają m.in. także spożywania koniny, a w islamie zwykle nie traktuje się koni i osłów jako zwierząt jadalnych (nie są halal). Również w chrześcijaństwie przez długi okres obowiązywał papieski zakaz ubijania koni. Konina jest pokarmowym tabu w Wielkiej Brytanii, w Stanach Zjednoczonych i Australii, podczas gdy we Francji, Belgii, Niderlandach i we Włoszech sprzedaje się ją w sklepach. W Niemczech, Austrii i w Szwajcarii istnieją rzeźnie zajmujące się ubojem koni, ale koninę je tylko mała część społeczeństwa – większość unika jej. Podobnie jest w Polsce: co prawda koninę jada się rzadko, istnieją jednak rzeźnie przerabiające konie na produkty spożywcze, a Polska jest największym europejskim eksporterem koni, głównie do rzeźni włoskich. W 2002 najwięcej koni ubito i przetworzono na produkty spożywcze w Chinach, Meksyku, Kazachstanie, Włoszech, Argentynie i Mongolii. W 2001 roku tylko w Europie spożyto ok. 153 tys. ton koniny.

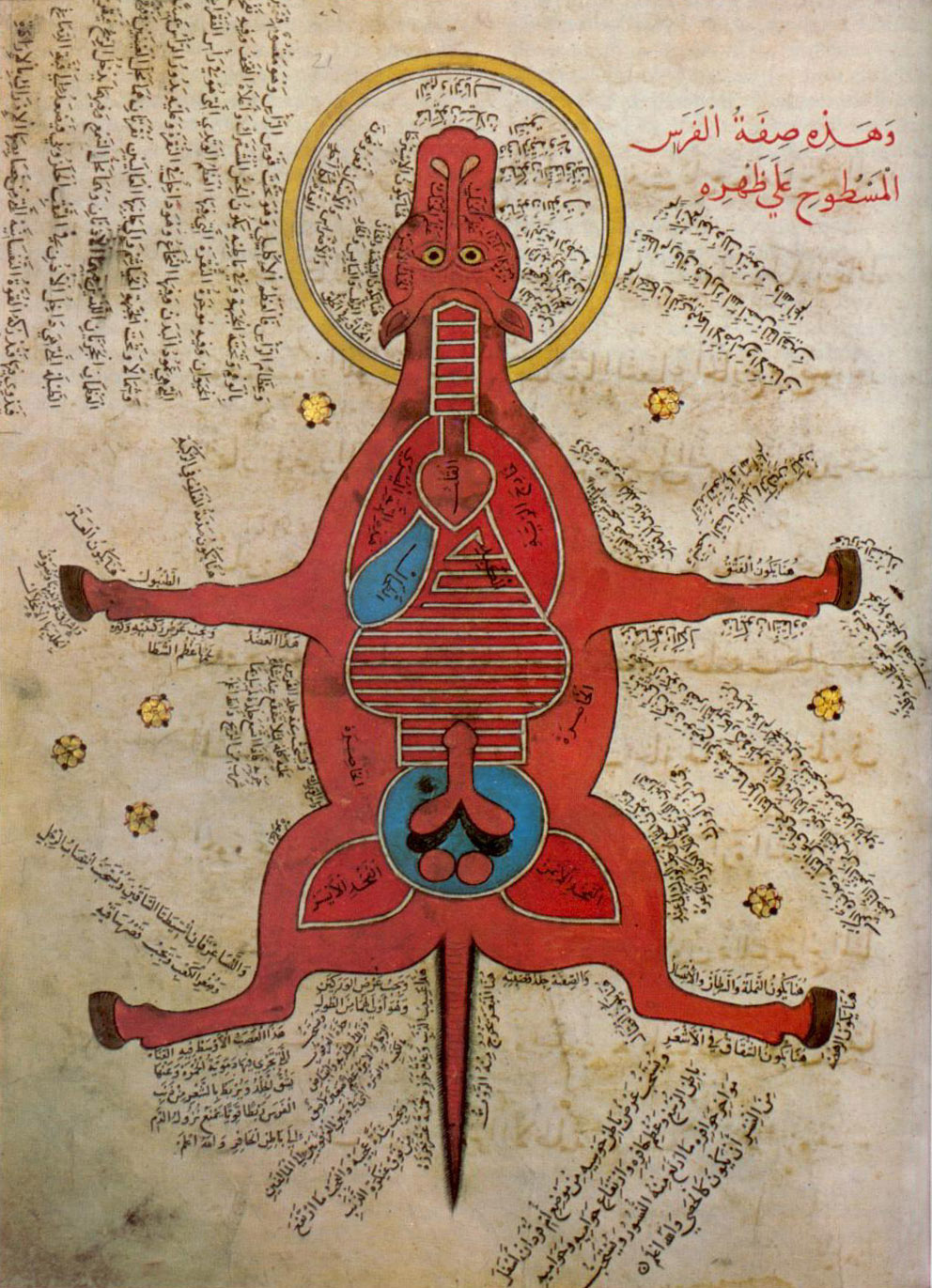
Anatomia konia w grafice egipskiej z XV wieku

Ze strony fizjologii pożywienia nie ma przeciwwskazań dla odżywiania się koniną. Mięso jest chude, niskokaloryczne i bogate w żelazo.
Znaleziska kości i malowidła na ścianach jaskiń zamieszkanych w epoce kamienia potwierdzają, że w czasach prehistorycznych człowiek często ubijał konie i odżywiał się nimi. Kiedy to w Europie ze względu na zmiany klimatyczne pastwiska zarosły lasami, koniną odżywiały się jedynie typowe narody konno-koczownicze w głębi płyty euroazjatyckiej, jak Mongołowie czy Hunowie. Nie trzymano jednak koni dla celów konsumpcyjnych, gdyż prawdziwymi dostarczycielami mięsa było bydło i świnie ze względu na ekonomiczniejsze wykorzystanie pokarmu przez te gatunki. Starożytni Rzymianie nie odżywiali się koniną, lecz mięsem z osłów. Nie byli narodem konno-koczowniczym, a w wyprawach zbrojnych ich kawaleria składała się z podbitych plemion. Maurowie posiadali jednostki konne. W bitwie pod Tours w 732 roku Maurowie ponieśli porażkę w walce z wojskami Karola Młota – po niej to papież Grzegorz III napisał list do misjonarza Bonifacego, żądając natychmiastowego zaprzestania spożywania koniny:

Między innymi wymieniłeś również, że niektórzy jedli dzikie konie i jeszcze więcej z nich jadło oswojone konie. W żadnym wypadku, święty bracie, nie możesz pozwolić na to, aby coś podobnego się powtórzyło. (...) Ponieważ zachowanie takie jest nieczyste i nie do zniesienia.

Harris widzi bezpośredni związek między zakazem papieskim z jednej strony a znaczeniem koni dla rycerstwa i zahamowaniem grożącej nadal ekspansji muzułmańskich Maurów z drugiej. Konie były zbyt drogocenne, aby można je było ubijać. Pomimo tego, padłe konie były nadal pożywieniem biedniejszych klas społeczeństwa. We Francji jeszcze w XVIII w. wydawano zakazy ubijania koni. Podejście do spożywania koniny zmieniło się dopiero po bitwie pod Pruską Iławą, kiedy to główny lekarz armii Napoleona, baron Dominique Jean Larrey, radził głodującym żołnierzom zjadać mięso zabitych w walce koni. Kilku francuskich naukowców podkreśliło w XIX w. wartości odżywcze koniny i doradzali jej konsumpcję biedniejszym rodzinom. Podczas oblężenia Paryża w 1871 przez armię pruską ubijano masowo konie, aby nakarmić głodującą ludność miasta.
Podczas gdy w XIX w. we Francji i kilku innych europejskich krajach dopuszczano, a nawet popierano spożywanie koniny, w Wielkiej Brytanii i w Stanach Zjednoczonych nadal obowiązywał zakaz, chociaż w tych krajach katolicyzm nie odgrywał ważnej roli. Harris wyjaśnia to w ten sposób, że ze względu na imperium handlowe królestwa od XVIII w. nie brakowało innego mięsa, nawet u niższych warstw społeczeństwa. To samo można powiedzieć o sytuacji w Stanach Zjednoczonych. Koninę nie tylko pomija się jako żywność, lecz wyraźnie odrzuca się ją; jest traktowana jako „niejadalna”, a więc tabu. Pomimo tego Harris uważa, że wielu Amerykanów jadłoby koninę, gdyby była o wiele tańsza od wieprzowiny czy wołowiny. Poza tym tłumaczy trwającą niechęć do koniny przez działalność „lobby na rzecz wołowiny”, jak i protesty miłośników zwierząt, których motywacji jednak nie zgłębia.
Obecnie utrzymywanie się tabu pokarmowego dotyczącego koniny w krajach, które są głównie niekatolickie, da się jednak bardziej logicznie wyjaśnić, wskazując na założenia teorii strukturalistycznej, dzielącej zwierzęta na „domowe” i „użytkowe”. Te pierwsze są dla człowieka zbyt bliskie, aby można było myśleć o ich spożyciu, a konie są dziś trzymane głównie dla przyjemności i spędzania z nimi czasu.

### Krew
Zarówno w judaizmie, jak i islamie tabu obłożone jest spożywanie krwi, krwawego mięsa i produktów, których składnikiem jest krew. W Torze, w Księdze Powtórzonego Prawa (12,23) można przeczytać: 

Ale się wystrzegaj spożywania krwi, bo we krwi jest życie, i nie będziesz spożywał życia razem z ciałem.

 
Ten zakaz powtarza się w Księdze Kapłańskiej (7,26–27): 

We wszystkich waszych domach nie wolno wam spożywać krwi, ani od ptaków ani od czworonogich. Kto skosztuje tylko kroplę krwi, ten musi mój naród opuścić.

W Koranie odpowiedni zakaz znajduje się w Surze 5,3: 

Zakazane wam jest: padlina, krew i mięso świni.

Aby nie łamać tabu w obu religiach wprowadzono rytuał szechity, z metodą ubijania zwierząt powodującą wykrwawienie się zwierzęcia. Żydowskie przykazy opisują także sposób, w jaki mięso zwierząt ma być przygotowane, aby usunąć krew przed spożyciem. W jednej z wersji Koranu (Razi, tom 2) jest napisane, że szechita jest konieczna, ponieważ inaczej krew gromadzi się w żyłach, tam ścina się i psuje jednocześnie mięso, którego spożycie jest potem szkodliwe dla zdrowia.

## Tabu pokarmowe bez podłoża religijnego

### Mięso psów

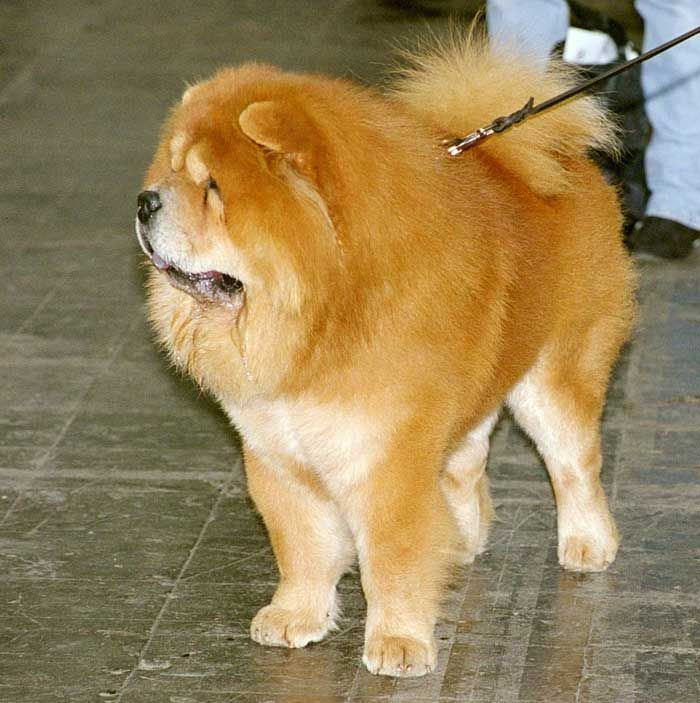
Również chow chow był wcześniej doceniany jako źródło mięsa w Chinach. Dzisiaj preferuje się inne rasy psa

#### Daleki Wschód

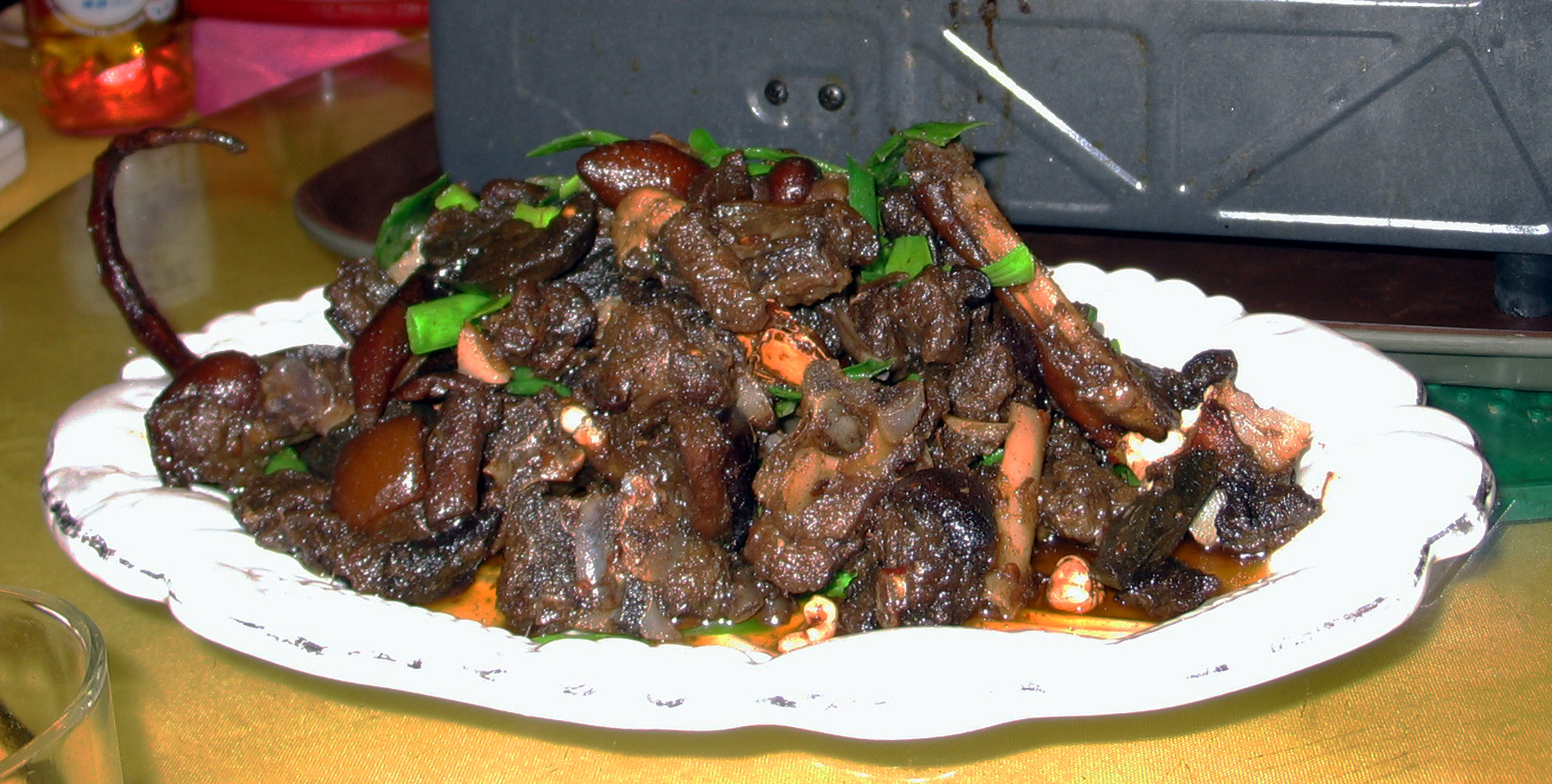
Potrawa z psiego mięsa w Chinach. Widoczny jest ogonek na krawędzi talerza jako garnirunek

Mięso z psów czy kotów jest podawane w kilku krajach azjatyckich nawet w restauracjach. Nie są to jednak potrawy na co dzień, lecz uważa się je za drogocenne specjały, mające prawie miano „lekarstwa”, co oznacza jednocześnie, że potrawy takie nie są tanie. Wielu ludzi w tych samych krajach odrzuca jednak zasadniczo spożywanie psiego albo kociego mięsa. Rośnie nawet liczba aktywnych przeciwników tego rodzaju pożywienia. Sukcesem zakończył się na przykład protest przeciwko restauracji serwującej kocie mięso w Shenzhen na południu Chin, którą właściciel zamknął w lecie 2006.
Przynajmniej w południowokoreańskich restauracjach zwraca się uwagę na to, aby potrawy były przygotowywane z odpowiedniej rasy psa. Dla tego celu hoduje się specjalnie tak zwane „psy stołowe” – gu, podczas gdy inne, zwyczajne psy domowe, nazywane są gyun. Koreańczycy są zdania, że spożywanie psiego mięsa służy zdrowiu, między innymi w przypadku rekonwalescencji po chorobach, leczenia gruźlicy, zwalczania słabości podczas letnich upałów i zaburzeniach wzwodu.
Również w Chinach, Malezji, Tajwanie i na Filipinach psie mięso ceni się jako specjał i afrodyzjak dla mężczyzn. Jedną z najbardziej cenionych ras są bernardyny, które Azjaci importują z Europy i dalej tuczą na „psy mięsne”. Według dochodzenia prowadzonego przez niemieckich dziennikarzy w Azji ma istnieć ok. 60 takich tuczących farm. Miłośnicy zwierząt z Niemiec i Szwajcarii oficjalnie protestowali przeciw spożywaniu bernardynów w Chinach. W Szwajcarii organizacja SOS Saint Bernard Dogs zebrała ok. 11 tys. podpisów protestujących. Temat spożywania psiego mięsa we własnym kraju organizacja ominęła.
W Tajlandii podejście do spożywania psów jest bardziej zróżnicowane. W niektórych regionach kraju zjada się psy, aby urozmaicić kuchnię. Jednak czynią to tylko nieliczne rodziny, podczas gdy dla ich sąsiadów jest to całkowicie wykluczone. Z drugiej strony tu także odróżnia się normalne psy użytkowe maa i pieszczone „psy kanapowe” sunak, których mięsa się nie konsumuje.

#### Europa i Ameryka
W przeważającej większości państw jedzenie psów jest objęte całkowitym pokarmowym tabu. Wcześniej spożywanie psiego mięsa w Europie nie ograniczało się bynajmniej do czasów biedy i głodu – źródła z przełomu wieków XIX i XX informują o oficjalnym uboju psów w Niemczech. Tabu to powstało dopiero w najnowszym okresie i utrwaliło się jednocześnie z rosnącą rolą ruchu na rzecz ochrony zwierząt. Pomimo tego źródła pochodzące nawet z najnowszego okresu potwierdzają spożywanie psów w Szwajcarii. W maju 2006 roku oburzenie, szczególnie wśród wielbicieli zwierząt, wywołał opublikowany w jednym z duńskich czasopism wywiad z Henrykiem, księciem Danii, w którym arystokrata otwarcie przyznał, że uwielbia zarówno żywe psy, jak i ich mięso. To pochodzi z ras, które są hodowane specjalnie dla celu ich ubicia, więc jego zdaniem są porównywalne do kur, a smak mają podobny do cielęciny. Książę jest Francuzem i dorastał w Indochinach, gdzie poznał potrawy z psiego mięsa.
Z punktu widzenia fizjologii odżywiania psie mięso nadaje się do spożycia. Akceptację albo odrzucenie jego spożycia przez całe społeczeństwa albo pojedyncze grupy należy więc traktować jako pozyskane drogą kulturową. Ponieważ psy w Europie i w Stanach Zjednoczonych są powszechnymi zwierzętami domowymi, dyskusja o tym tabu albo o jego braku w niektórych krajach prowadzona jest bardzo emocjonalnie. Podczas mistrzostw świata w piłce nożnej 2002 doszło do międzynarodowych protestów przeciwko spożywaniu psiego mięsa w Korei. Jedną z najbardziej znanych przeciwników była aktorka i aktywistka ochrony zwierząt Brigitte Bardot, która określiła to „barbarzyńską moralnością”, przez co zarzucono jej rasizm.
Zwierzęta domowe, które w pewnym sensie uważane są za część rodziny i które są rozpieszczane, antropolodzy tacy jak Harris nazywają „zwierzętami kanapowymi” w odróżnieniu od zwierząt gospodarczych, jak bydło czy świnie. W Europie i Stanach Zjednoczonych „zwierzęta kanapowe”, jak psy czy koty, traktowane są jako niejadalne. Harris na podstawie swojej socjoekonomicznej koncepcji zaprzecza jednak temu, że związek emocjonalny ze zwierzętami jest główną przyczyną powstania tabu pokarmowego na mięso psów i kotów. Wskazuje on na przykłady z grup etnicznych, takich jak Maorysi, którzy psy i świnie trzymają jako zwierzęta domowe i rozpieszczają je, co nie przeszkadza im je ubijać i jeść. Według Harrisa tabu pokarmowe dotyczące psiego mięsa jest następnym przykładem analizy kosztów i zysków: na Zachodzie nie jada się psów, nie dlatego że są lubiane, tylko dlatego że posiadają wiele innych zdolności, z których człowiek korzysta. Stąd jest to dla człowieka nieekonomiczne źródło mięsa. Sytuację w Chinach Harris tłumaczy hipotezą, że zjada się tam psy ze względu na to, że zawsze brakowało Chińczykom innego mięsa. Poza tym pożytek z psa jako towarzysza człowieka jest jego zdaniem w Chinach mały, gdyż jednostce wystarcza towarzystwo miliarda ludzi w tym społeczeństwie.
Dla większości Europejczyków, jak i dla Amerykanów, spożywanie psa jest tabu. W języku polskim mięso z psa określane bywa psiną; termin odnotowany został przez słownik Doroszewskiego i jest wykorzystywany przez współczesne media, choć nie został odnotowany w Słowniku Języka Polskiego PWN. W Szwajcarii handel jest co prawda zabroniony, ale nie ubój dla prywatnego użytku. W tamtejszych mediach pojawiają się wiadomości o spożywaniu psiego mięsa i nie są to bynajmniej pojedyncze przypadki. Miłośniczka zwierząt Edith Zellweger podawała kilkakrotnie w swoich wywiadach przykłady spożywania, jak i nielegalnego handlu. Kilogram psiego mięsa ma kosztować około 25 franków szwajcarskich. Jej zdaniem psy i koty spożywa się nie tylko w pojedynczych kantonach, ale w całej Szwajcarii. Dziennikarz Markus Rohner publikował swoje wywiady z ludźmi jedzącymi psy, najczęściej mieszkańcami wsi. Poza tym nabywcy psiego mięsa mają także pochodzić z Niemiec. Zdaniem Dorothei Beutling, profesor z Instytutu Higieny Mięsa (FU Berlin – Wolny Uniwersytet Berliński), psie mięso jest konsumowane w dużych ilościach w niektórych krajach Europy wschodniej, przede wszystkim w Rumunii, ale znane są też nieoficjalne, nielegalne przypadki ze Słowacji, jak i z Polski: Dziennikarze „Gazety Wyborczej” powoływali się w 1995 na wypowiedź inspektora Towarzystwa Opieki nad Zwierzętami w Jaworznie o rodzinach z tego miasta, jedzących psie mięso od pokoleń. Na początku października 2007 PAP donosiła o właścicielach schroniska dla zwierząt w okolicy Iłży na Mazowszu, którzy prowadzili ubój psów dla pozyskania psiego tłuszczu.
Już w czasach starożytnych Hipokrates doradzał spożycie gotowanego psa jako „lekarstwo” na kobiecą niepłodność. Udokumentowane jest także dalekie zastosowanie psiego i kociego tłuszczu, jak i mięsa w niemieckojęzycznej medycynie ludowej. Psie sadło ma jako dawny środek leczniczy łagodzić kaszel i inne objawy chorób dróg oddechowych. Fakt, że autorzy niemieckojęzycznych średniowiecznych ksiąg medycyny ludowej zalecali nie spożywać psiego i kociego mięsa, wydaje się potwierdzać, że się nim odżywiano. W słowniku austriackich dialektów bawarskich (Wörterbuch der bairischen Mundarten in Österreich) znajdują się świadectwa wskazujące na spożywanie psiego mięsa w biedniejszych grupach społecznych jeszcze w XX wieku. Podczas klęsk głodu odżywiano się nim powszechnie.
Oficjalne statystyki z czasów Cesarstwa Niemieckiego potwierdzają ubój psów, który był rejestrowany w ten sam sposób jak ubój innych zwierząt użytkowych. Przed I wojną światową spisywano rocznie ok. 7000 przypadków ubić psów, przy czym dochodziło do licznych nielegalnych ubojów. Statystyki wskazują na regiony z najwyższymi liczbami ubić jak Saksonia, Turyngia i Śląsk. W Chemnitz istniała rzeźnia tylko dla psów i kilka gospód, w których podawano psie mięso. [...] Szczególnie ceniony jako regionalny przysmak był tatar z psiego mięsa(...). Niemiecki przepis prawny dotyczący kontroli mięsa z lat 40. zalicza psy do zwierząt rzeźnych.
Dawniej zwierzęta domowe miały jednoznaczną funkcję. We wczesnych czasach nowożytnych pieski „kanapowe” zaczęły być w modzie u szlacheckich dam, które obnosiły je ze sobą. Później, w XIX w., w Anglii powstał ruch miłośników zwierząt. Jednocześnie rozwinął się ruch wegetariański, którego zwolennicy ze względów etycznych odrzucali spożywanie mięsa w ogóle. Poza tym publiczny ubój przeniesiono do rzeźni, co przyczyniło się do tego, że ludność rzadziej obcowała z tymi praktykami. Z czasem ludzie odzwyczaili się od widoku ubijania zwierząt i spoglądali na to – pierwszy raz w historii – jako aktywności gorszące i nieprzyzwoite.
Zgodnie z etnosocjologicznym podejściem Leacha, społeczeństwa uważają psy za niejadalne ze względu na to, że traktuje się je jako członków rodziny. Ze względów emocjonalnych są człowiekowi zbyt bliskie, aby można było myśleć o ich spożywaniu. W naszej kulturze psiego mięsa nie odrzuca się ze względu na to, że jego wartość jest mała z punktu widzenia fizjologii odżywiania, jego spożycie szkodliwe dla zdrowia, albo że służy wspólnotom w stabilizacji swojej identyfikacji, a dlatego że związane jest ze znaczeniem, sensem.

### Owady

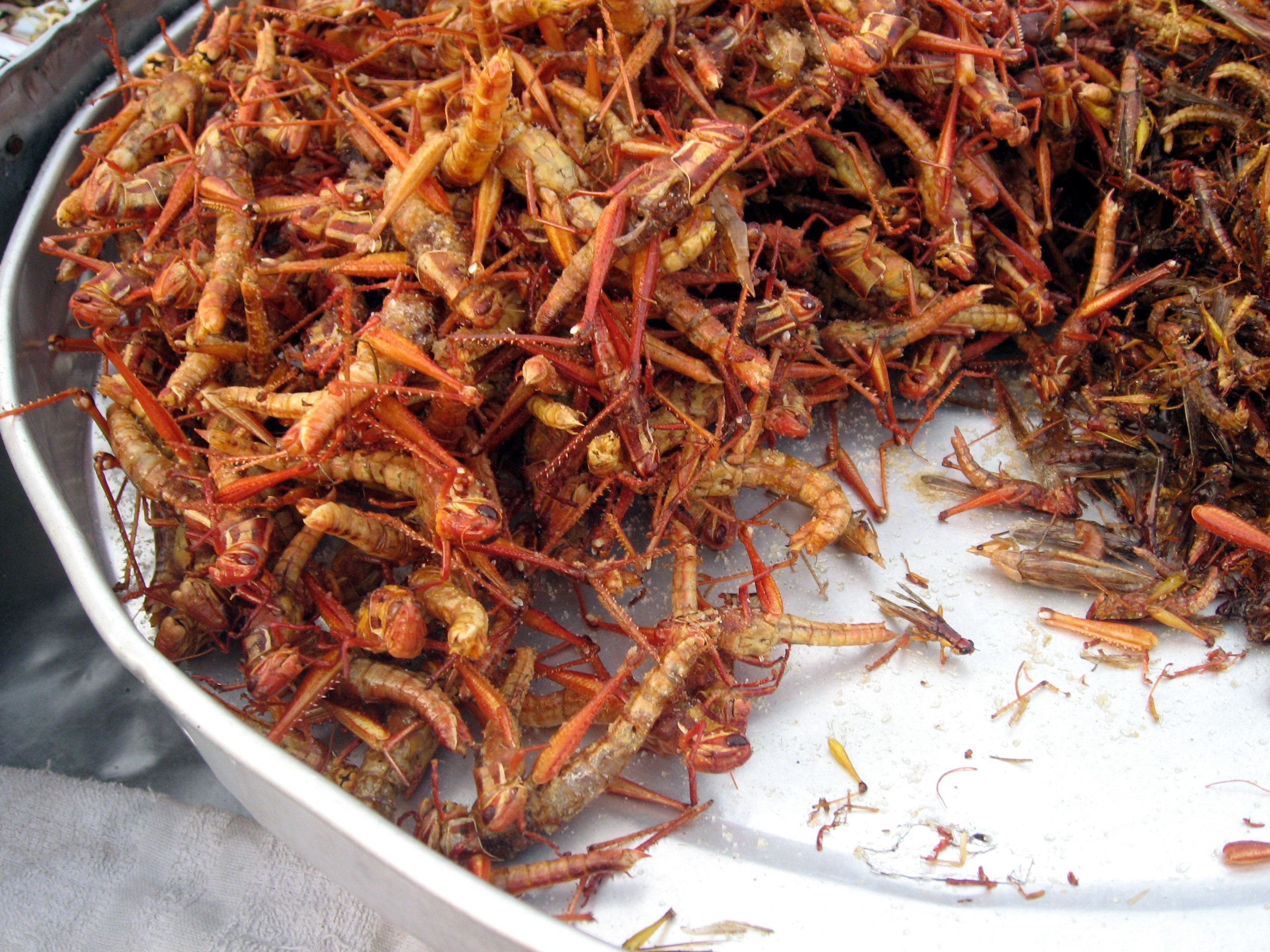
Szarańcze z grilla w kuchni w Bangkoku

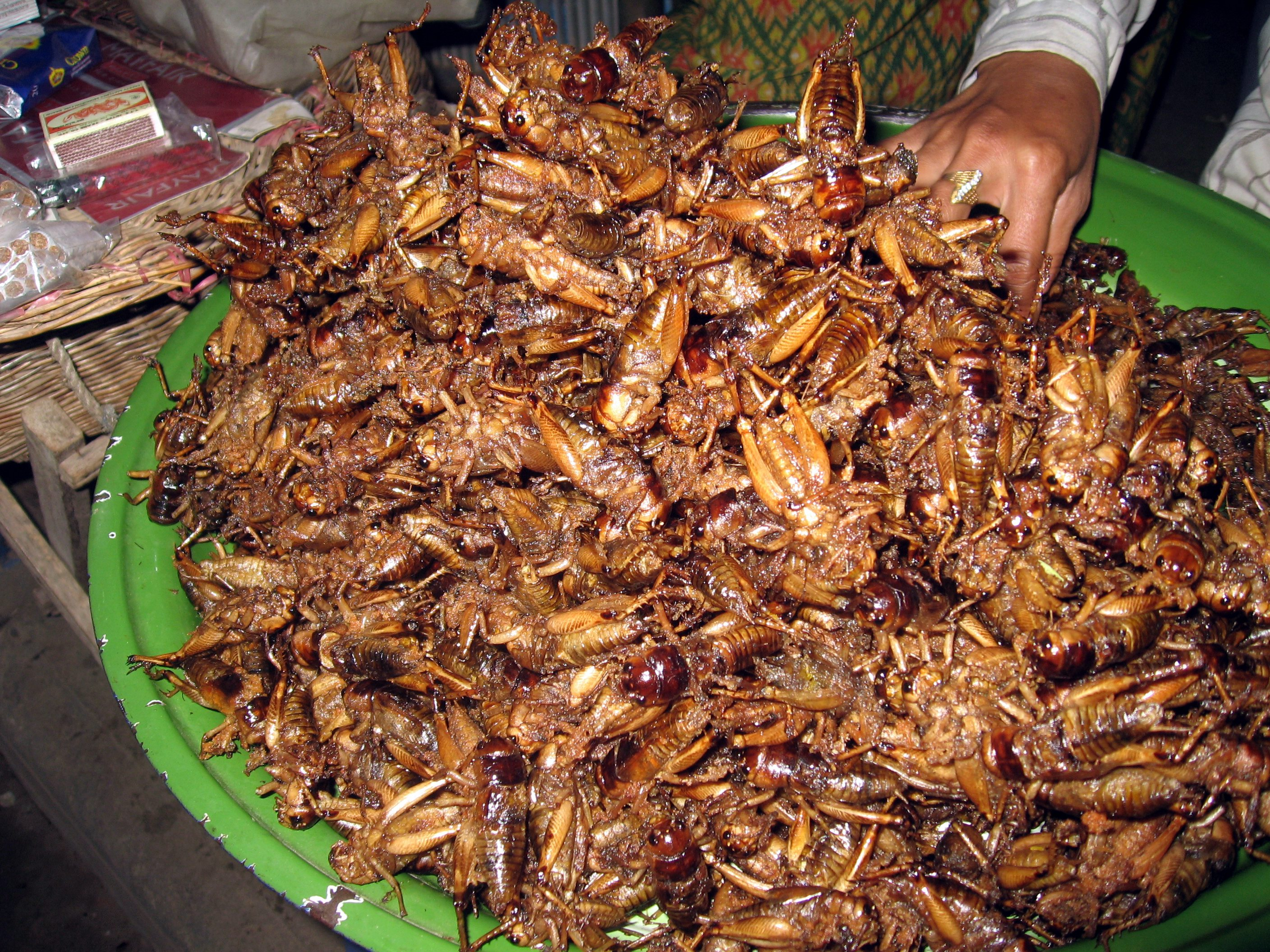
Panierowane świerszcze na rynku w Kambodży

Większość Europejczyków nie uważa owadów za żywność, chociaż wiele ich gatunków jest w zasadzie jadalnych. Europejczycy, jak i Amerykanie z USA oraz Kanady z reguły kojarzą owady z brudem i dlatego czują do nich wstręt. W zachodniej kulturze stosuje się w psychologii wyrażenie entomofagia, określające spożywanie owadów, z czego wynika, że traktuje się ich konsumpcję jako nadzwyczajne, odchodzące od normy zachowanie. Antropolodzy wskazują jednak na to, że niektóre owady były jak najbardziej częścią europejskiej kuchni. Grecki komediopisarz Arystofanes opisał szarańcze jako „czteroskrzydły drób”. Również starożytni Rzymianie pożywiali się chętnie larwami trociniarki czerwicy. W średniowieczu obyczaje żywnościowe zaczęły się zmieniać i owady prawie zniknęły ze stołów europejskich. We Francji i w północnej Hesji przygotowywano zupę z chrabąszczy majowych jeszcze na początku XX w. Dzisiaj w niektórych krajach europejskich restauracje proponują czasami karty menu z potrawami z owadów, wydano także odpowiednie książki kucharskie, jednak korzysta z nich mała grupa ludzi. W Unii Europejskiej wobec przeznaczonych do spożycia owadów obowiązuje rozporządzenie UE ws. nowej żywności, a handlowcy muszą ubiegać się o pozwolenie na prowadzenie sprzedaży.
Z punktu fizjologii odżywiania wiele gatunków owadów jest dobrym źródłem białka, przede wszystkim ich larwy. Przykładowo: 100 g termitów afrykańskich zawiera 610 kilokalorii, 38 g białka i 46 g tłuszczu; 100 g larw ciem ma około 375 kilokalorii, 46 g białka i 10 g tłuszczu; suszone larwy pszczół zawierają do 90% białka i ośmiu procent tłuszczu. Obecność dla człowieka niestrawnej chityny w osłonie owadziego ciała w zasadzie nie przeszkadza w odżywianiu się nimi, gdyż można chitynę oddzielić jak w przypadku homarów i krewetek. Larwy nie zawierają chityny w ogóle. Smak termitów i świerszczy jest podobny do sałaty, a panierowane szarańcze smakują słodkawo. Nie wszystkie owady są jednak jadalne, a część z nich jest wręcz trująca. Nieświadomie również i europejscy konsumenci spożywają owady, które znajdują się jako zmielone „dodatki” w powidłach, paście z orzeszków ziemnych czy zamrożonych warzywach. Także liczne suszone figi zawierają w swoich owocostanach martwe osy z rodziny Agaonidae.
Na całym świecie istnieje wiele przykładów społeczeństw, w których owady uważa się za pożywienie. Owady są rozpowszechnione w kuchniach azjatyckich, afrykańskich i południowoamerykańskich. W całej Azji np. spożywa się pluskwiaki z rodziny Belostomatidae, w Tajlandii można kupić na każdym rynku pieczone szarańcze, w Meksyku koniki polne i inne owady, które są też oblewane czekoladą i sprzedawane jako słodycze. W Australii niektóre supermarkety mają w asortymencie czerwie ciem witchetty, jednak w tym kraju spożywa je tylko niewielu konsumentów, zob. witchetty grub. Także wiele plemion indiańskich odżywia się owadami. W Nevadzie i Kalifornii Indianie płoszą systematycznie chmary szarańczy na wysłane żarzącym się węglem miejsca, gdzie owady pieką się i są od razu gotowe do spożycia.

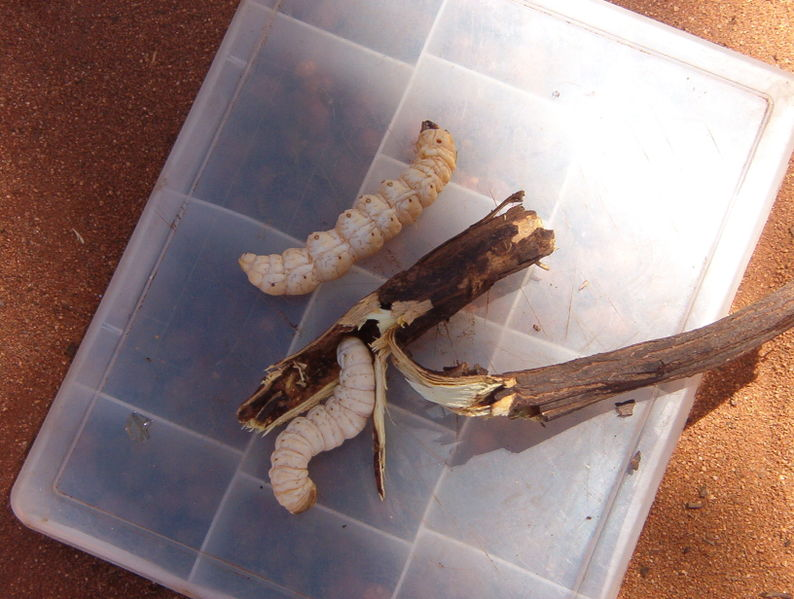
Zapakowane czerwie ćmy witchetty można kupić w supermarketach w niektórych regionach Australii

Na pytanie, dlaczego w Europie i Stanach Zjednoczonych owady okłada się tabu pokarmowym, Harris odpowiada swoją teorią „optymalnego poszukiwania pożywienia”: stosunek zysku do kosztów jest nieekonomiczny. Tylko owady, które mają odpowiedni rozmiar i występują jednocześnie masowo, są interesujące dla człowieka jako źródło pożywienia. Jeśli […] z jednej strony w otoczeniu naturalnym żyje tylko niewiele gatunków owadów, które na dodatek nie występują masowo, a z drugiej strony środowisko to obfituje w udomowioną albo dziką, dużą zwierzynę, wtedy porównując człowiek nie będzie wybierał owadów jako pożywienia. Teoria ta wyjaśnia jednak tylko, dlaczego unika się owadów jako pożywienia, nie wyjaśnia wyraźnego tabu i związanego z tym uczucia wstrętu. Już sam dotyk rojących się owadów wywołuje u wielu obrzydzenie. Harris wyjaśnia to tak: Fakt, że dany gatunek zwierzęcia uważa się za bóstwo albo traktuje ze wstrętem, zależy od tego, czy przynosi on jakąś korzyść dla człowieka, czy jest tylko uważany za szkodnika. […] Świnia, której się nie je, jest bezużyteczna […] dlatego wielu jej nie znosi. Owady, których się nie je, są jeszcze gorsze. […]  Pożerają nie tylko plony, lecz zjadają człowiekowi również pokarm z talerza, gryzą, kąsają, piją naszą krew, a ich ukąszenia powodują swędzenie. […] Owady są wyjątkowo szkodliwe i nie przynoszą nam najmniejszego pożytku. […] Ponieważ ich nie jemy, można je kojarzyć z istotą zła […] i stworzyć z nich symbol nieczystości, trwogi, znienawidzonego. Wyjaśnienie to ma taką wadę, że nie sprawdza się w przypadku innych kręgów kulturowych, gdzie owady – które jako szkodniki zagrażają plonom, a zatem są konkurencją dla człowieka w odżywianiu się – chętnie spożywa się właśnie w celu redukcji ich liczby. Harris tłumaczy to tym, że tym społeczeństwom nie pozostaje nic innego, jak odżywiać się szkodnikami.

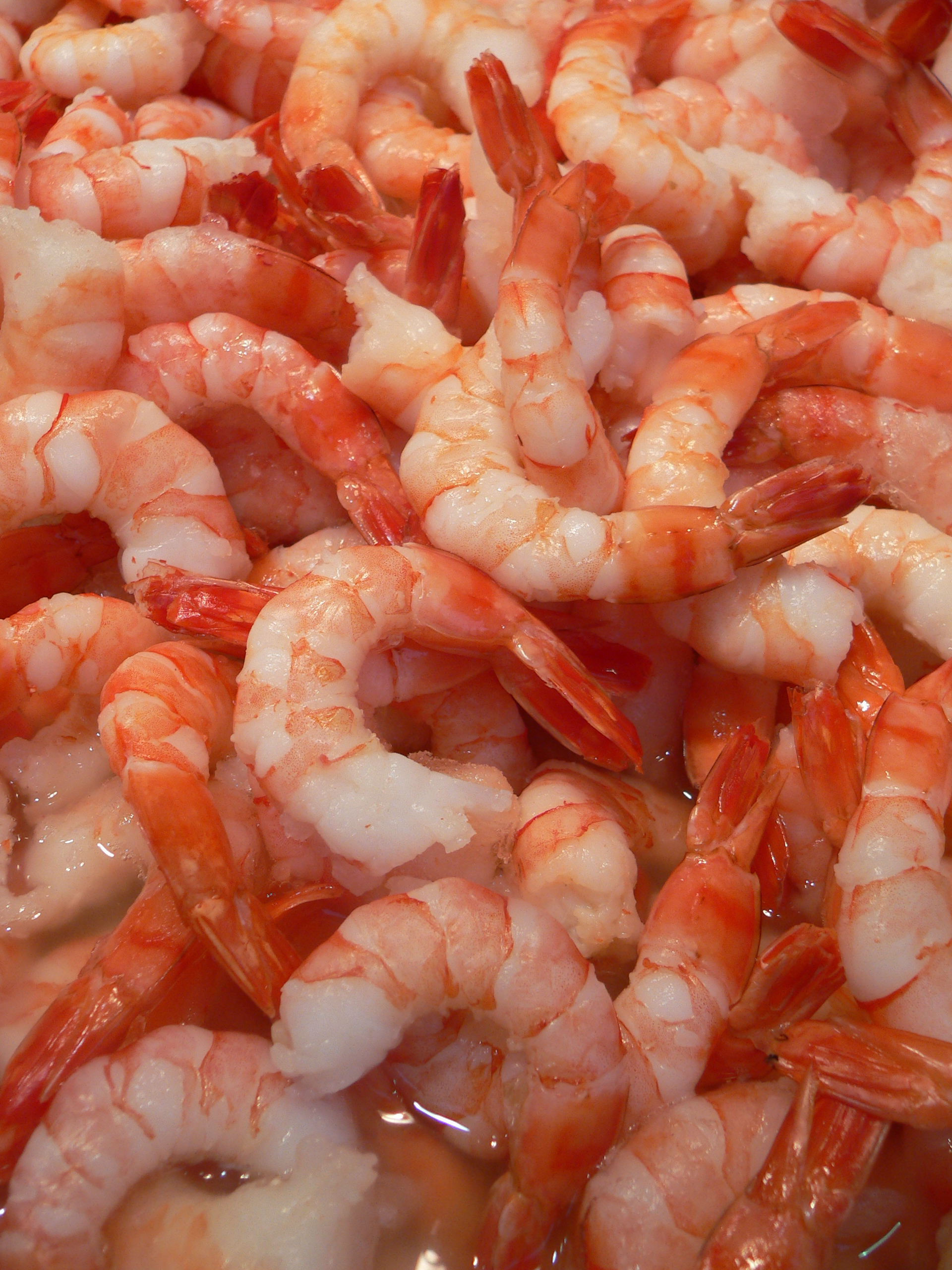
Podczas gdy Europejczycy owadów nie spożywają, inne stawonogi cieszą się w kuchni europejskiej dużą popularnością, jak np. krewetki

David Gordon, autor książki kucharskiej poświęconej potrawom z owadów, twierdzi, że owady właśnie dlatego okładane są tabu w społeczeństwach rolniczych, ponieważ niszczą plony, a przez to podstawę odżywczą człowieka. Człowiek nienawidzi ich za to, więc zjadanie robactwa byłoby porównywalne do dzielenia łóżka z wrogiem. Jego teza nie wyjaśnia jednak, dlaczego okłada się tabu gatunki owadów, które nie są szkodliwe, lecz przeciwnie: pożyteczne dla człowieka.
Istnieje więc kilka różnych prób wytłumaczenia wspomnianego powyżej tabu, w zależności od tego, z jakiej perspektywy kulturowej się na ten temat spojrzy. Obok wymienionych problemów, ciężko jest także wyjaśnić, dlaczego wielu konsumentów europejskich nie tylko nie brzydzi się innymi stawonogami, jak krewetki, kraby czy raki, ale wręcz akceptuje je jako pożywienie, mające nawet charakter przysmaku.

### Tabu roślinne
Podczas gdy we wszystkich kulturach istnieją zakazy spożywania mięsa pewnych gatunków, tabu obejmujące rośliny spotyka się rzadko. Te znane są tylko w przypadku mniejszych grup etnicznych i opisało je niewielu autorów. Zakazy takie mogą obowiązywać tylko jedną płeć. Podczas swoich badań kultury i życia społecznego plemienia Hua z Nowej Gwinei etnolog Anne Meigs spisała m.in. zakazy spożywcze obowiązujące inicjowanych mężczyzn. W związku z tym wszystkie artykuły spożywcze, które kojarzą się z kobiecością i kobiecą seksualnością, są poddane tabu. Tabu obłożone są np. czerwone gatunki warzyw, czerwonawe owoce i grzyby, które mogą kojarzyć się z menstruacją, „owłosione” warzywa przypominające owłosienie łonowe oraz jeden gatunek grzybów i korzenie dwóch gatunków pochrzyna o charakterystycznym zapachu, który ma przypominać miesiączkujące kobiety. Poza tym tabu obłożone są także dziko rosnące rośliny, np. owoce dzikich bananów, ponieważ ich dzikość jest uważana za szkodliwą dla inicjowanych mężczyzn. Jeśli młodzi mężczyźni naruszą te zakazy, muszą liczyć się z konsekwencjami. Wcześniej w kulturze zachodniej kojarzono niektóre rośliny z seksualnością, jednak nie okładano ich tabu, lecz spożywano jako afrodyzjaki.

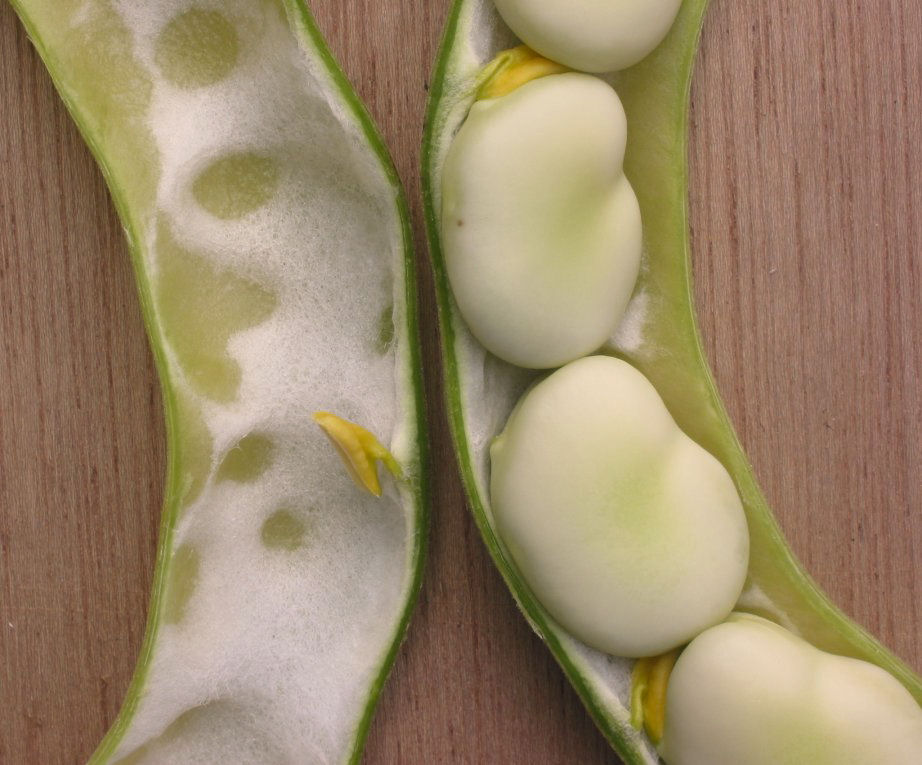
Owoc bobu

Przykładem historycznego tabu roślinnego jest zakaz spożywania bobu u zwolenników Pitagorasa z Samos, jak i u wyznawców orfizmu w czasach starożytnej Grecji. Istnienie tego tabu potwierdzają antyczne źródła, np. teksty Arystotelesa. Obie grupy nie podały przyczyn dla swojego zakazu. Współcześni im próbowali wyjaśnić to zachowanie w różny sposób. Najpopularniejsze wyjaśnienie opiera się na wierze Pitagorasa i orfików w reinkarnację i wędrówkę dusz. Wiara ta zabraniała spożywanie pokarmu „z duszą”, co doprowadziło do tabu pokarmowego (mięso ssaków i ryb). Poza tym uważano także bób za roślinę „uduchowioną”. Arystoteles interpretował to przekonanie orfików w ten sposób, że wyrastając z ziemi łodyga bobu jest w środku pusta, więc ma bezpośrednie połączenie z zaświatem, z Hadesem, w którym odradzają się dusze. W związku z tym powstało ostrzeżenie, że jedzenie bobu, to tak, jakby zjadało się głowy rodziców.
Powołując się na Zaratusztrę, Pitagoras miał ponadto twierdzić, że podczas powstawania świata na samym początku wyrósł bób i dlatego jest on źródłem życia w ogóle. Jako dowody Pitagoras przytaczał zapach rozgryzionego bobu, który leżąc na słońcu po pewnym czasie ma zapachem przypominać spermę oraz wygląd kwiatu bobu, który zakopany i po kilku dniach odkopany ma przypominać wyglądem żeńskie genitalia, a nawet – po przyjrzeniu się – głowę dziecka. Innym uzasadnieniem dla bobiego tabu ascetycznie żyjących wyznawców orfizmu i zwolenników Pitagorasa jest istniejące w starożytnej Grecji przekonanie, że spożycie bobu pobudza seksualne podniecenie. Do przyczyn podanych przez Arystotelesa należy również podobieństwo owocu bobu do męskich genitaliów. W końcu przyjmuje się także, że rolę mogło odgrywać powstawanie wzdęć podczas trawienia bobu. Gazy jelitowe kojarzone były z dzikością i według Arystotelesa przeszkadzały koncentracji umysłowej i działaniu wyobraźni. W starożytności jeszcze nie znano choroby fawizmu, a jej związek ze spożyciem bobu odkryto dopiero w XIX w.

## Przegląd zakazów pokarmowych w różnych kulturach i regionach świata

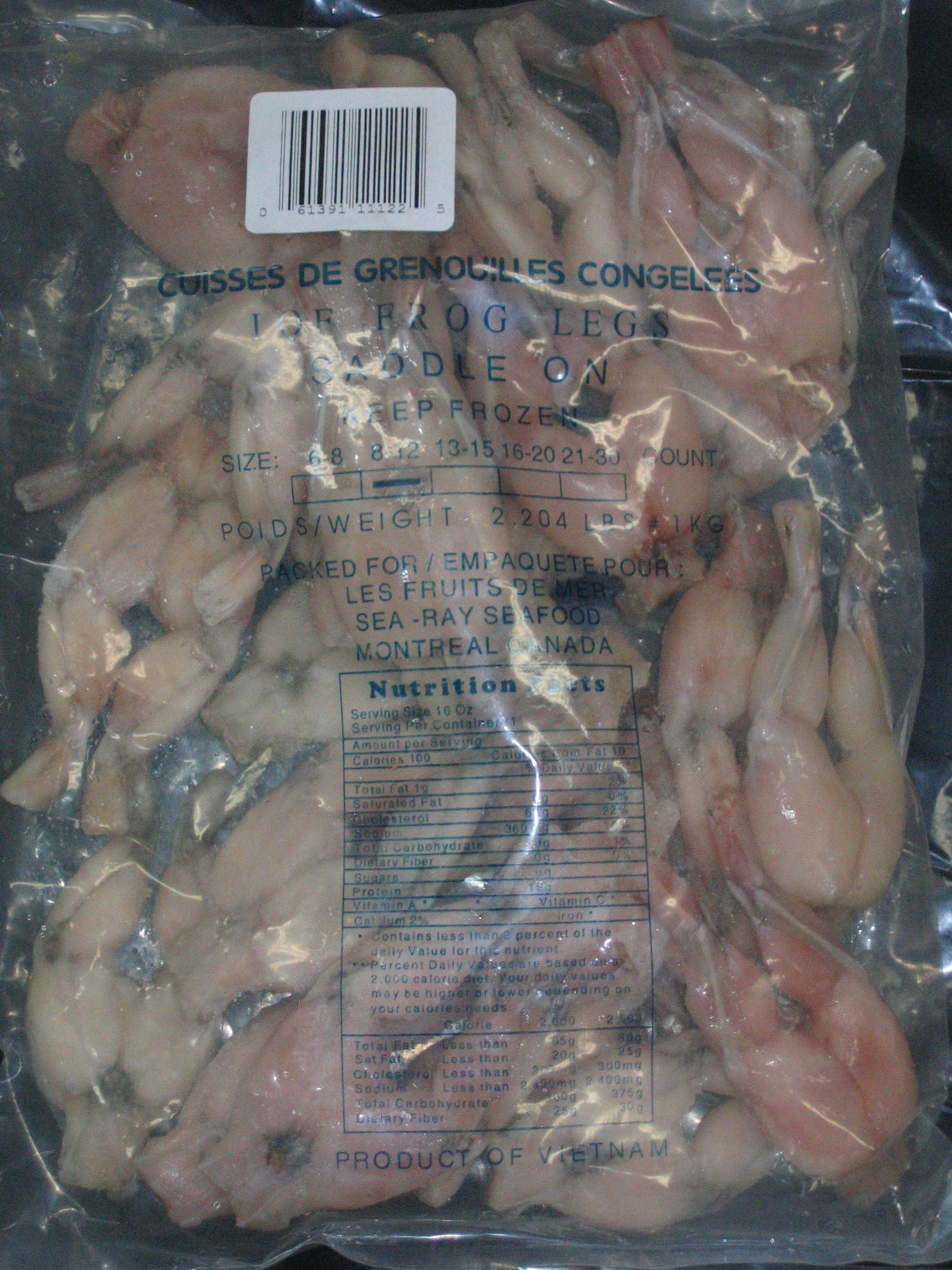
Żabie udka – produkt z Wietnamu na potrzeby rynku w Quebecu

W tabeli poniżej zaprezentowano rodzaj pokarmu oraz wypis krajów, kontynentów i grup wyznaniowych, które dany pokarm uznają za tabu pokarmowe lub też artykuł spożywczy.
| Rodzaj pokarmu   | Tabu pokarmowe                             | Artykuł spożywczy                                 |
| ---------------- | ------------------------------------------ | ------------------------------------------------- |
| Żaby             | USA, Wielka Brytania                       | Francja, Azja Południowo-Wschodnia, Chiny         |
| Psy              | Cywilizacja Zachodnia                      | Chiny, Kongo, Filipiny                            |
| Koty             | Europa, USA, muzułmanie                    | Francja, Południowe Chiny, Półwysep Koreański     |
| Owady            | Europa, USA                                | Azja, Afryka, Ameryka Łacińska, Australia, Włochy |
| Kawie            | Europa, USA                                | Peru                                              |
| Konie            | USA, Anglia, Australia, Romowie, hinduiści | Francja, Włochy, Niemcy, Polska, Czechy           |
| Szczury          | Europa, USA                                | Ghana, Tajlandia, Korea Północna                  |
| Bydło            | hinduiści                                  | Europa, USA, muzułmanie                           |
| Świnie           | żydzi, muzułmanie, hinduiści               | Europa, USA, Azja                                 |
| Żółwie           | żydzi                                      | Azja, Południowa Ameryka                          |
| Ptaki śpiewające | Niemcy                                     | Włochy, Francja                                   |
| Pająki           | Europa, USA                                | Laos, Tajlandia, Kambodża                         |

## Produkty pochodzenia zwierzęcego

### Zakazy prawne i unikanie spożywania
Spożywanie pewnych gatunków zwierząt, albo przynajmniej polowanie na nie, jest prawnie zabronione ze względu na ochronę gatunkową. Do tych gatunków należą np. żółwie, bobry, niektóre gatunki fok oraz wielorybów. Nie wszystkie państwa jednak podpisały konwencję waszyngtońską. W Unii Europejskiej konwencja obowiązuje we wszystkich krajach członkowskich, ponadto obowiązują dalsze zakazy, jak np. ubój psów i kotów, które powiązane są z ochroną zwierząt.
Niektórzy autorzy rozróżniają unikanie spożywania niektórych gatunków od tabu. Według nich istnieją gatunki zwierząt, których spożywanie większość społeczeństwa w danym kraju unika niezależnie od istnienia zakazu. Co prawda traktuje się je jako potencjalne artykuły spożywcze, ale w rzeczywistości odżywia się nimi znikoma mniejszość. Granice między ścisłym tabu pokarmowym a jedynie unikaniem jednak się zacierają. Stąd najczęściej autorzy nie rozróżniają definitywnie między tymi zjawiskami i traktują oba jako tabu.
Socjolog Monika Setzwein rozróżnia między zakazem prawnym, tabu i unikaniem. Tabu opisuje jako „wewnętrzny zakaz”, który nie wymaga szczególnego uzasadnienia, ponieważ jest oczywisty. Jedną z ważnych cech tabu jest jego związek z emocjami i często występujący dwuznaczny charakter, który może jednoczyć z jednej strony głęboki szacunek, a z drugiej wstręt. […] Pojęcia zakazu i tabu można odgraniczyć od unikania, wskazując na to, że to ostatnie opiera się na społecznych konotacjach potraw. Unikanie dotyczy artykułów, które […] nie są wyraźnie zabronione. Jednak ze względu na społeczne asocjacje, jakie wywołują, ich spożywanie odrzuca pewna część społeczeństwa. Setzwein uważa, że zarówno unikanie, jak i zakazy prawne mogą z czasem przemienić się w tabu. Według Klausa Edera tabu pokarmowe jest zasadniczo związane z emocjami i aspektami moralnymi: Tabu pokarmowe to zakaz głęboko zagnieżdżony kulturowo i jednocześnie przeładowany emocjonalnie. Wyraża moralne uczucie kolektywu […]. Jednak nie wszyscy autorzy akceptują taką definicję. Niespożywanie niektórych gatunków zwierząt, które nie jest uzasadnione religijnie, można interpretować jednocześnie jako unikanie oraz jako tabu.

### Ptaki śpiewające

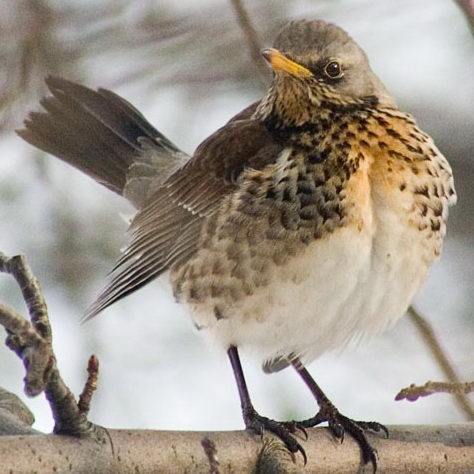
Języki drozdowatych były wyszukaną potrawą szlachty europejskiej, ale spożywano również ptaki w całości, np. kwiczoły

W Unii Europejskiej nie ma ograniczeń prawnych dotyczących spożywania ptaków śpiewających. Jedynie w stosunku do polowania na nie obowiązują ograniczenia związane z przepisami ochrony zwierząt. Pomimo tego w krajach położonych na północ od Alp od dłuższego czasu nie akceptuje się spożywania tych ptaków. We Włoszech i we Francji natomiast serwuje się je jako przysmak w restauracjach.
Stare książki kucharskie potwierdzają, że ptaki śpiewające były od stuleci także pożywieniem ludności w północnej Europie i to wszystkich grup społecznych. Znanymi niemieckimi potrawami były Thüringer Meisensuppe (turyńska zupa z sikorek), Helgoländer Drosselsoop (helgolandzka zupa z drozdów), jak i ceniona także poza granicami Niemiec potrawa Leipziger Lerchen (skowronki lipskie). Antropolog Friedemann Schmoll powołuje się na dokumenty pochodzące z końca XVIII wieku, które potwierdzają pierwsze protesty wobec spożywania ptaków śpiewających. W tym czasie leśnictwo zaczęło wskazywać na pożyteczność tych ptaków w zwalczaniu szkodników. Podejście takie stopniowo doprowadziło do zmiany opinii publicznej, w której ptaki zaczęto traktować jako upierzonych przyjaciół, których nie zabija się ot tak, dla konsumpcji. Z reguły mieszczaństwo zaczęło w tym okresie – w przeciwieństwie do szlachty i chłopstwa – odnosić się z wyraźną sympatią do zwierząt i rozwinęło bardziej emocjonalne nastawienie do ich zabijania i spożywania. W końcu w XIX wieku powstał mieszczański ruch ochrony zwierząt i nastawienie do powszechnego wówczas polowania na ptaki zmieniło się zupełnie. Badając stopniową przemianę nastawienia do ptaków śpiewających, z artykułów spożywczych do nietykalnych stworzeń, Schmoll stwierdził, że obowiązuje już nie tylko unikanie spożywania tych gatunków ptaków, lecz wyraźne tabu pokarmowe.

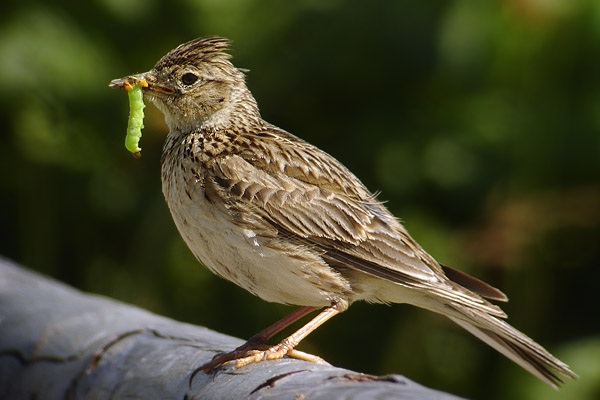
Potrawy ze skowronków są do dziś cenione na stołach krajów śródziemnomorskich

Poza tym polowanie na ptaki straciło w XIX wieku znaczenie gospodarcze, gdyż zaczęło przybywać innych źródeł zaopatrzenia ludności w mięso. Mięso drobnych ptaków przestało być przysmakiem i stało się potrawą biednych, którzy nie mogli sobie pozwolić na zakup innego mięsa. Wraz z pojawieniem się ideologii nacjonalizmu, niektórzy ówcześni autorzy twierdzili, że rezygnacja ze spożywania ptaków śpiewających jest oznaką wyższości cywilizacyjnej i kultury narodu. Ludwig Reinhard wywyższał tak w 1912 Niemców jako Kulturmenschen (naród kultury): w przeciwieństwie do bezuczuciowych narodów romańskich, które bawi jeszcze jak za czasów cesarzy rzymskich płynąca krew i męczenie zwierząt; które te małe zwłoki skubią, nadziewają na cienkie ruszty wierzbowe i sprzedają swoim rodakom na rynkach. Z drugiej strony sam Reinhard musiał przyznać, że skowronki w galarecie były ulubioną potrawą niemieckiego cesarza Wilhelma I.

### Żółwie i inne zwierzęta

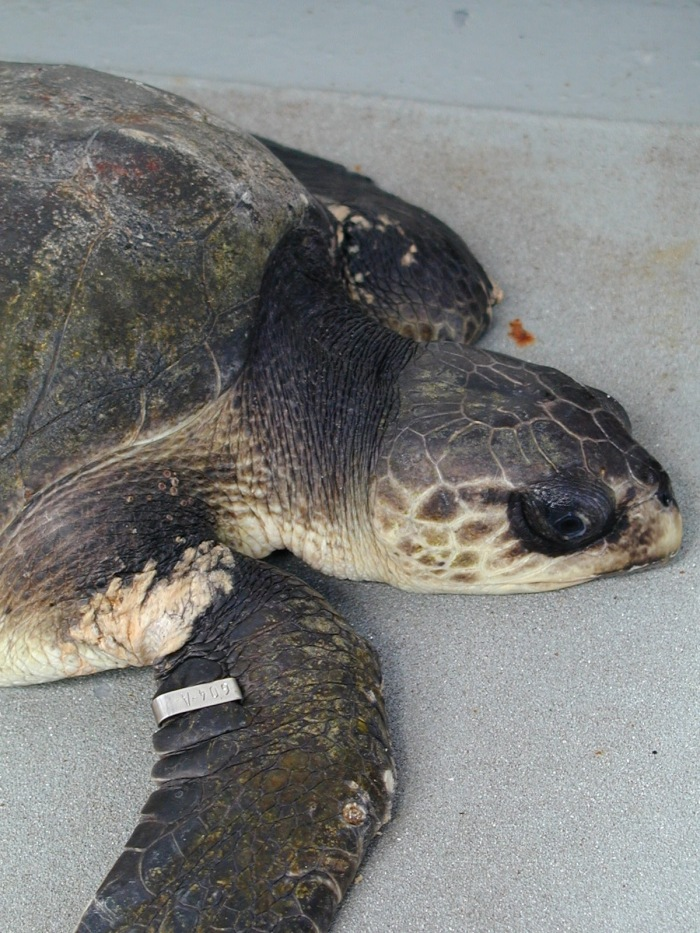
Żółw zielony

Przykładami tabu pokarmowego, które wynikają z zakazu prawnego, są żółwie, bobry i wiewiórki. W Niemczech zakaz importu żółwi morskich – z których właściwie żółw zielony jest gatunkiem, którego mięso używane było do gotowania zup – istnieje od 1984 roku. Produktów z żółwi nie spotyka się w sklepach od końca lat 80. XX wieku. Wiele gatunków żółwi morskich jest zagrożonych wyginięciem i są chronione konwencją CITES. Zgodnie z prawem żydowskim żółwie są „nieczyste” i dlatego też tabu.
Zupę z żółwia zaczęto przyrządzać w XVIII w. w Wielkiej Brytanii i szybko stała się egzotycznym specjałem bogatszej europejskiej burżuazji i symbolem wyższego statusu społecznego. Jednak już od XVI w. importowano i spożywano mięso żółwi w dużych ilościach. Ponieważ żółwie morskie traktowano jako „ryby”, ich spożywanie było dopuszczalne podczas postu. Do dzisiaj ich mięso jest potrawą postną w Ameryce Południowej. Według WWF, tylko w Meksyku w okresie przed wielkanocnym zjada się około 10 tys. żółwi pomimo istniejącego zakazu połowu.
Import żółwi morskich wzrósł w XIX w., co spowodowało, że już wtedy ich populacje zaczęły się zmniejszać. To przyczyniło się z drugiej strony do ekskluzywności potrawy. W okresie powojennym zupa z żółwi w puszkach była w RFN poszukiwanym produktem, który kupowany był także przez klasę średnią. W latach 70., wraz z pojawieniem się ruchu ekologicznego, spożywanie żółwi zaczęto krytykować. Pomimo tego, kraje Europy zachodniej były znaczącymi importerami mięsa żółwi i przypuszczalnie tylko małe grupy ich społeczeństw zaprzestałyby spożywania tego mięsa bez wejścia w życie zakazu prawnego. 

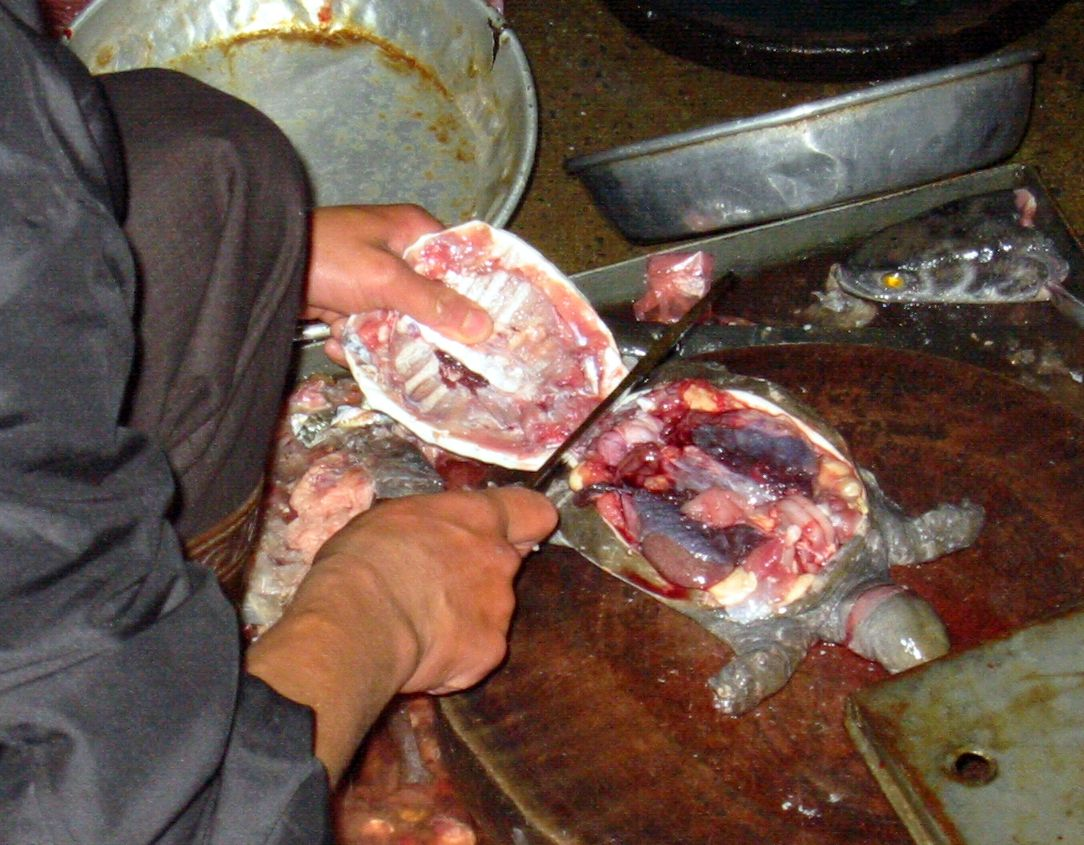
Sprawianie żółwia na targu w Hanoi, Wietnam

W Ameryce Południowej i Azji spożywa się nadal różne gatunki żółwi lądowych, jak i morskich. W Chinach przerabia się żółwie na różnorakie produkty i lekarstwa, mające pomagać przy problemach z potencją. Według nieoficjalnych danych spożywa się tam rocznie około 20 milionów sztuk żółwi.
Również bóbr jest objęty ochroną gatunkową i znikł z książek kucharskich jeszcze wcześniej niż żółw. W wielu miejscach gatunek ten wymarł już w XIX w. Ze względu na łuskowaty ogon bóbr był, podobnie jak żółwie morskie, traktowany w średniowieczu jak „ryba” i dlatego spożywany podczas postu, również w Polsce. Przede wszystkim jego ogon był ceniony jako przysmak. Wcześniej również zjadano w Europie wiewiórki. Dziś chroni je prawo ochrony gatunkowej, ale jeszcze w niemieckojęzycznych książkach kucharskich z lat 50. chwalono mięso wiewiórek jako delikatne i cieszące się dużą popularnością, szczególnie jako ragoût. W marcu 2006 media angielskie przytaczały wypowiedź lorda Inglewooda, chcącego spopularyzować wśród brytyjskich uczniów spożywanie amerykańskich wiewiórek szarych (Sciurus carolinensis), które po sprowadzeniu na Wyspy Brytyjskie wypierają tam europejską wiewiórkę pospolitą. W styczniu 2007 w amerykańskim stanie New Jersey ostrzegano natomiast oficjalnie przed spożywaniem wiewiórek występujących w pobliżu wysypisk odpadów ze względu na ich skażenie ołowiem. Szczególnie Indianie Gór Ramapough cenią ich mięso.

### Wnętrzności

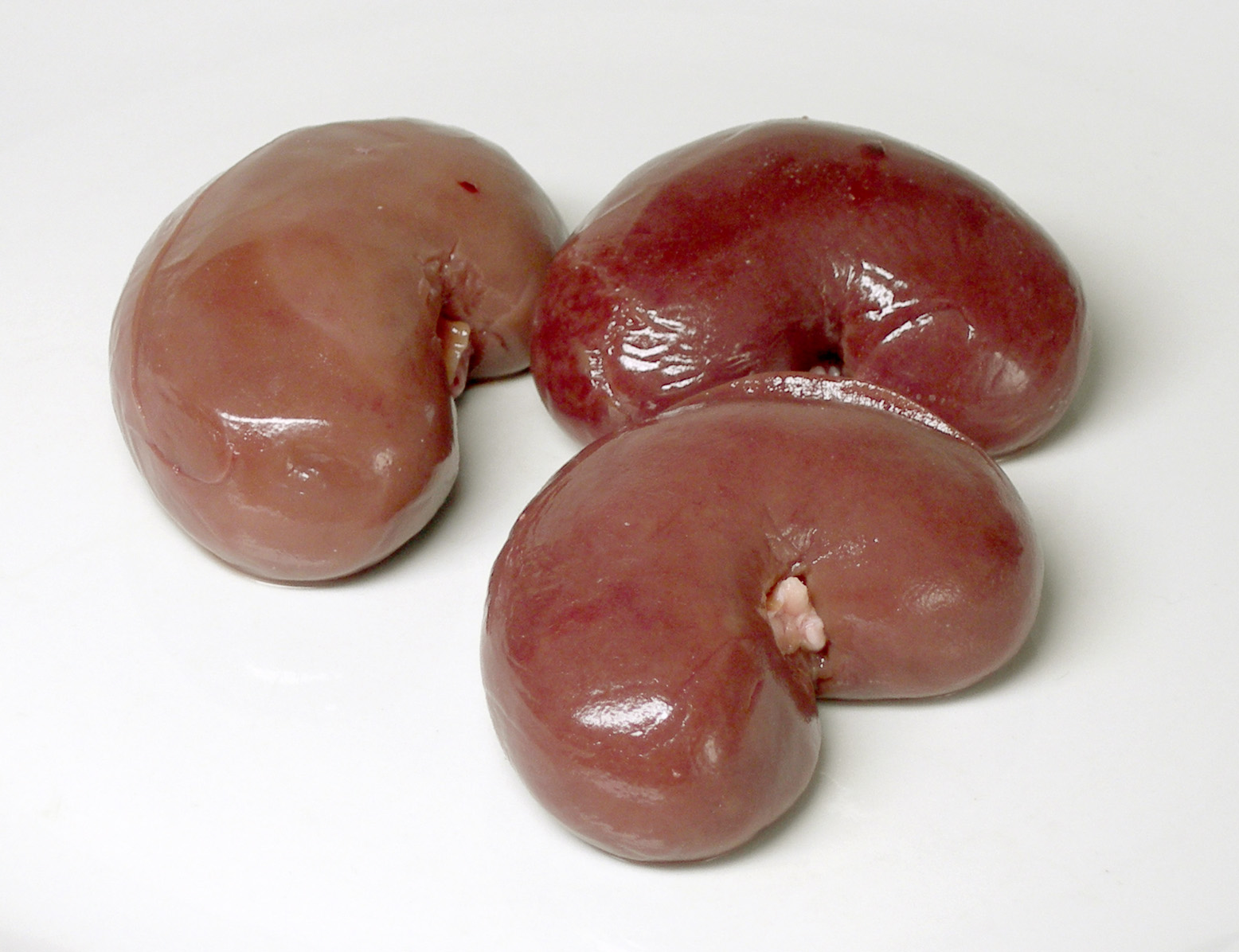
Świeże jagnięce nerki

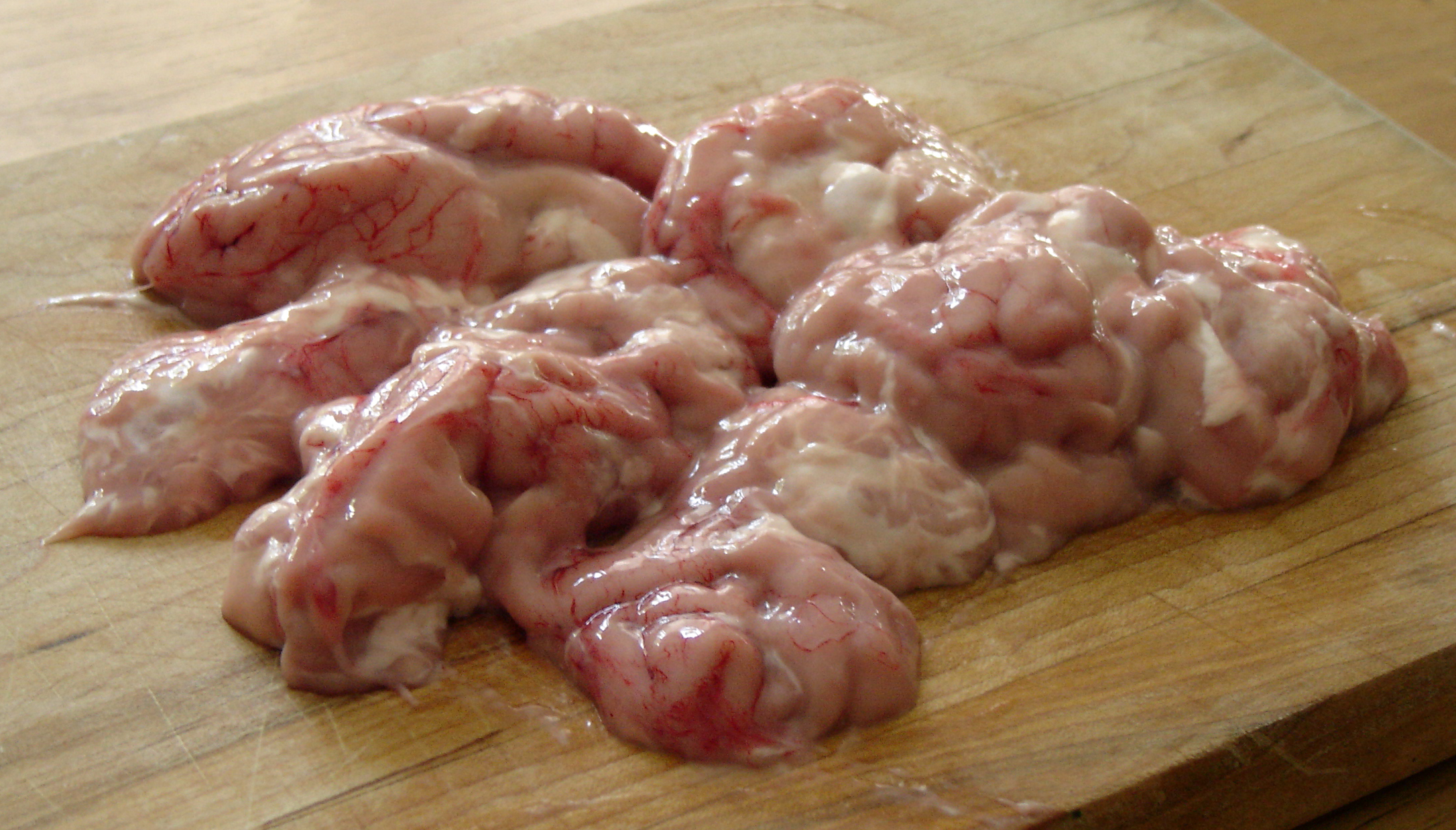
Mózg świni

Po uboju zwierząt użytkowych tradycyjnie przetwarzano wszystkie części zwierzęcia, które można wykorzystać na produkty spożywcze, i to nie tylko w biedniejszych gospodarstwach. Z czasem jednak książki kucharskie zaczęły zawierać coraz mniej przepisów na potrawy z organów wewnętrznych, a potrawy z nich spotykano rzadziej na stołach. Stephen Mennell zauważył, że największą niechęć odczuwają konsumenci nie wobec ogólnego spożywania mięsa, lecz wobec pewnych jadalnych organów zwierzęcych określanych jako wnętrzności. Wnętrzności są zatem przykładem unikania potraw, aczkolwiek głębokość niechęci do nich jest odmienna w różnych krajach i regionach. Wzrastająca niechęć do produktów z organów wewnętrznych nie dotyczy wszystkich organów w tym samym stopniu. Poza tym organ zdecydowanie odrzucany przez większość jako potrawa może być przysmakiem mniejszych grup społeczeństwa, jak np. trzustka cielęca.
Zdaniem Stephena Menella psychologowie społeczni mogliby prawdopodobnie stworzyć skalę Guttmana nastawień do spożywania wnętrzności ze wzrastającą niechęcią od wątróbek, poprzez nerki, języki, trzustki, mózgi, kiszki, aż do jąder i oczu. W skali tej Amerykanie osiągnęliby najwyższy stopień, Anglicy miejsce pośrodku, a Francuzi najniższy stopień obrzydzenia.
W Polsce nieprzerwaną popularnością cieszy się tradycyjna potrawa flaki, nadal chętnie spożywa się wątróbki wieprzowe i drobiowe, ozorki wołowe i żołądki kurze, które stanowią składniki potraw w licznych przepisach prezentowanych np. na stronach internetowych. Mniej popularne, choć również jadane, są nerki i móżdżek cielęcy, nie ma natomiast tradycji sporządzania potraw z jąder i oczu.

### Mleko

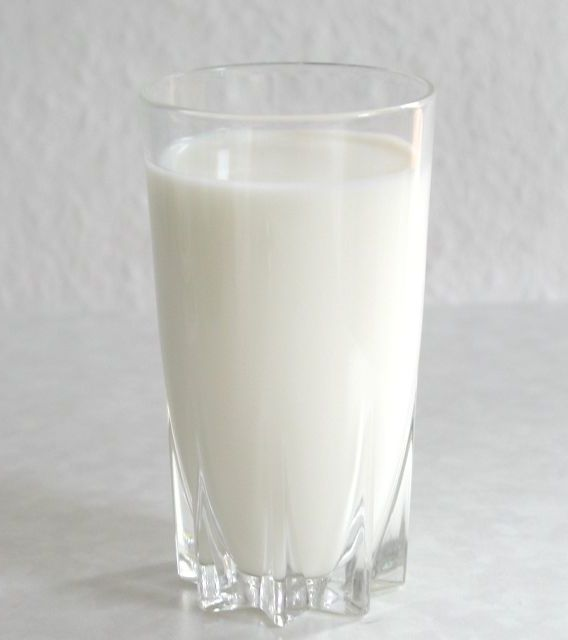
Mleko jest dla większości ludzi ciężkostrawne

Podczas gdy mleko i produkty mleczne są cenionym pożywieniem w Europie i w Stanach Zjednoczonych, wielu ludzi w innych kręgach kulturowych odrzuca albo unika ich spożywania. Unikanie to nie ma związku ze smakiem mleka, lecz z faktem, że wraz z wiekiem spada aktywność enzymu zwanego laktazą, który jest człowiekowi potrzebny, aby przetrawić cukier mleczny – laktozę. Niemowlęta dysponują jeszcze tym enzymem, aby móc trawić mleko matki. Ale zwykle produkcja tego enzymu po osiągnięciu wieku lat 3 zaczyna się zmniejszać. Tolerancja laktozy zawartej w mleku jest zatem nie normą, a genetycznym odchyleniem od niej. Przy niedoborze tego enzymu laktoza w jelicie grubym fermentuje, co powoduje bóle brzucha, wzdęcia i biegunkę, przy czym stopień dolegliwości zależy od ilości spożytego mleka. W przypadku wielu społeczeństw niespożywanie mleka nie jest związane z tabu, lecz jest przykładem unikania pożywienia z powodów fizjologicznych.
Naukowcy tłumaczą utrzymywanie się obecności laktazy u dorosłych ewolucją. Chów bydła jako zwierząt użytkowych wprowadzono dopiero ok. 8-6 tys. lat p.n.e. najprawdopodobniej na Bliskim Wschodzie, skąd jego domestykacja rozprzestrzeniła się stopniowo na cały świat. Dopiero od tego momentu mleko i produkty mleczne stały się pożywieniem człowieka. Pasterze i hodowcy bydła byli dzięki genetycznej mutacji w stanie odżywiać się mlekiem i jego produktami, co przyczyniło się do tego, że byli według teorii ewolucji zdolniejszymi do pozostania przy życiu i rozmnażania się. Zdolność ta mogłaby mieć duże znaczenie w regionach, gdzie dla zdrowia własna produkcja witaminy D przez ciało człowieka nie wystarcza ze względu na niskie nasłonecznienie. Grupy etniczne, którym dzisiaj mleko nie szkodzi, są potomkami tych plemion pasterskich. W wielu regionach świata chów bydła nie odgrywał aż do najnowszej historii żadnej roli i tam człowiek nie potrzebował laktazy. 

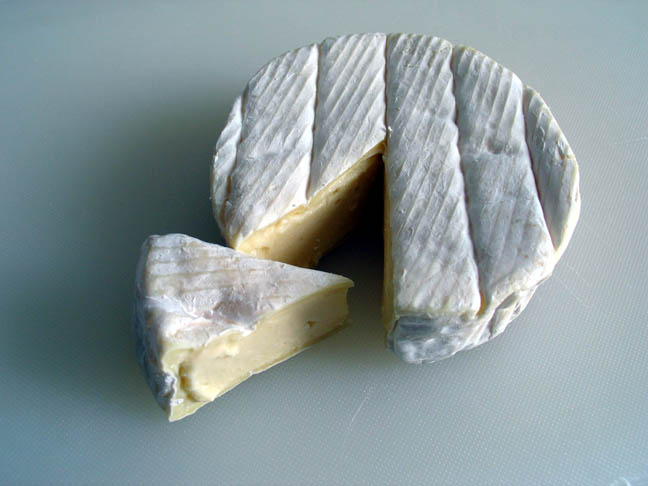
Chińczycy uważają Camembert za „spleśniałe” mleko

W przeciwieństwie do Chińczyków większość Hindusów potrafi przetrawić mleko. W Indiach chów bydła ma tradycyjnie duże znaczenie, w Chinach to dość młoda dziedzina rolnictwa. Harris wyjaśnia różnice rozwojowe tym, że w chińskim rolnictwie, opartym na nawadnianiu i budowaniu tarasów, nie było miejsca na zwierzęta pociągowe, przez co chów bydła był bezsensowny. Świń natomiast, które Chińczycy hodują od tysiącleci, nie można doić. Ponieważ wapń zawarty jest również w warzywach liściastych jak sałata czy szpinak, nie było zapotrzebowania na mleko jako źródło wapnia. Pomimo tego w czasach najnowszych w Chinach rozwinęła się gospodarka mleczna. Po powstaniu republiki ludowej w 1949 w Chinach trzymano 120 tys. krów dojnych, a roczna wydajność wynosiła 250 tys. t. Wcześniej mleko traktowano jako środek zdrowotny mający ogólnie krzepić chorych. Od kilku lat rządy Chin propagują jednak konsumpcję mleka jako artykułu spożywczego. W 2004 chowano już ok. 10 mln krów produkujących 22 mln litrów mleka. Przeciętne roczne spożycie mleka na głowę wynosiło 12 litrów, przy czym w miastach 25, a w Pekinie 47. Około 200 mln Chińczyków (z 1,3 mld ogółu) pije mleko przynajmniej w małych ilościach. Ser natomiast nadal uważany jest za „zepsute mleko” i nienadający się do jedzenia.

### Unikanie rodzajów mięsa w wybranych krajach
Tabela zawiera wyniki reprezentatywnej ankiety przeprowadzonej w 1992 na temat nastawienia wobec różnych zwierząt jako źródła pożywienia (dane w procentach; nie uwzględniono głosów respondentów niezdecydowanych).
| Zwierzę/mięso | Zwierzę/mięso | Australia | Anglia | Niemcy | USA  | Japonia | Norwegia |
| ------------- | ------------- | --------- | ------ | ------ | ---- | ------- | -------- |
| Jeleń         | Odrzuca       | 49,7      | 62,6   | 35,7   | 61,3 | 23,9    | 39,2     |
| Jeleń         | Akceptuje     | 27,5      | 17,6   | 40,2   | 17,2 | 51,5    | 38,2     |
| Konina        | Odrzuca       | 72,3      | 84,9   | 60,2   | 52,2 | 51,4    | 80,6     |
| Konina        | Akceptuje     | 13,4      | 4,4    | 23,1   | 26,3 | 27,1    | 10,0     |
| Kangur        | Odrzuca       | 47,7      | 80,9   | 64,1   | 67,7 | 55,2    | 79,6     |
| Kangur        | Akceptuje     | 28,2      | 6,8    | 15,9   | 13,2 | 12,9    | 7,5      |
| Baranina      | Odrzuca       | 9,8       | 16,1   | 29,0   | 33,0 | 7,2     | 30,9     |
| Baranina      | Akceptuje     | 66,6      | 61,3   | 45,3   | 40,1 | 80,6    | 45,2     |
| Homar         | Odrzuca       | 16,6      | 26,3   | 48,2   | 21,2 | 10,4    | 13,3     |
| Homar         | Akceptuje     | 63,9      | 49,9   | 30,4   | 57,1 | 68,6    | 67,5     |
| Foka          | Odrzuca       | 89,0      | 91,1   | 86,6   | 65,6 | 44,2    | 87,8     |
| Foka          | Akceptuje     | 5,2       | 2,9    | 6,3    | 14,4 | 31,7    | 6,3      |
| Wieloryb      | Odrzuca       | 93,1      | 92,8   | 79,1   | 40,7 | 38,5    | 87,7     |
| Wieloryb      | Akceptuje     | 2,0       | 2,3    | 8,5    | 32,5 | 37,4    | 6,7      |
| Dzikie ptaki  | Odrzuca       | 48,8      | 44,7   | 78,1   | 42,2 | 32,2    | 38,2     |
| Dzikie ptaki  | Akceptuje     | 24,1      | 30,6   | 10,7   | 31,1 | 34,1    | 38,5     |

## Kanibalizm

Kanibalizm u Tupinambá, ilustracja w reportażu z podróży Hansa Stadena z 1557

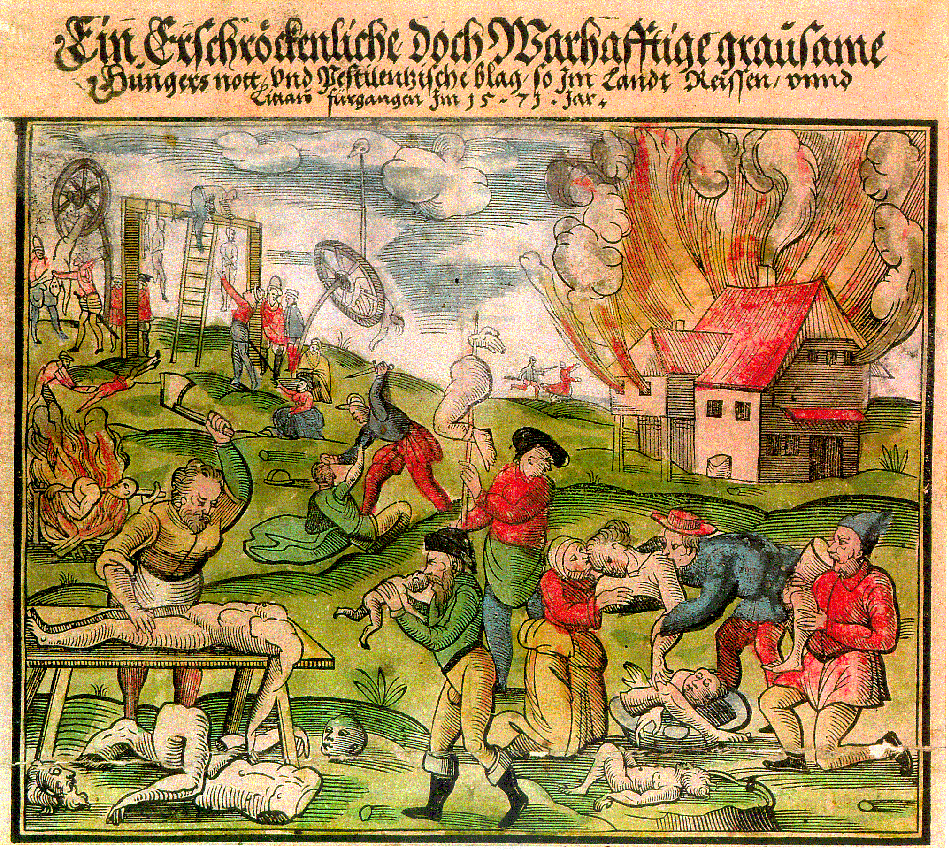
Kanibalizm w Wielkim Księstwie Litewskim i w Rosji w 1571, wywołany morowym powietrzem i spustoszeniami wojny litewsko-rosyjskiej 1558–1570, grafika niemiecka z XVI wieku

### Współczesność
W dzisiejszych czasach kanibalizm prawie we wszystkich kulturach uważany
jest za absolutne tabu. Jest ono często spostrzegane jako miara dla stopnia cywilizacji. Społecznej akceptacji spożycia mięsa ludzkiego można oczekiwać tylko w sytuacji wyjątkowych katastrof, np. u rozbitków morskich lub lotniczych. Harris ogranicza tabu dotyczące kanibalizmu do społecznie sankcjonowanego spożywania mięsa ludzkiego przy jednoczesnej obecności innych produktów spożywczych.
Antropolodzy i etnolodzy rozróżniają ogólnie cztery rodzaje kanibalizmu:
- tak zwany kanibalizm świecki, w którym mięso ludzkie traktuje się jako produkt spożywczy;
- kanibalizm antysocjalny, nazywany również kanibalizmem wojennym, w którym spożywa się jeńców wojennych;
- kanibalizm sądowniczy, w którym skazani są zjadani (często przez swoją wspólnotę) za karę;
- kanibalizm rytualny jako część kultu religijnego[95].

Kanibalizmem jako zaburzeniem psychicznym zajmuje się psychologia.
Do kanibalizmu rytualnego zalicza się np. rytuały pogrzebowe, w których Indianie z basenu Amazonki spożywali popiół zmarłych. Podłożem była tu wiara, że duch zmarłych w ten sposób nie zaginie i zostanie w ciele krewnych. U plemienia Fore z Nowej Gwinei pochowani byli odkopywani po krótkim czasie przez kobiety i przez nie zjadani. Praktyki te powstały, według Harrisa, dopiero w latach 20. XX wieku. W latach 50. przede wszystkim kobiety tego plemienia zaczęły chorować na nieznaną wówczas chorobę kuru, która najprawdopodobniej została wywołana przez spożywanie zakażonych ludzkich mózgów. Harris tłumaczy powstanie kanibalizmu u Fore tym, że kobiety i dzieci plemienia otrzymywały znacznie mniej racji mięsa z większych zwierząt niż mężczyźni i były przez to zmuszone do odżywiania się roślinami, żabami i owadami. Stąd cierpiały na niedobór białka, a kanibalizm był dla nich rozwiązaniem problemu.
Harris wychodzi z założenia, że w większości kultur mięso ludzkie spożywano tylko w związku z kanibalizmem wojennym. Uważano, że zjadanie jeńców wojennych miało więcej sensu niż utrzymywanie ich jako niewolników. Tupinamba, Huroni albo Irokezi nie prowadzili wojen po to, aby zdobyć mięso ludzkie. Mięso ludzkie było łupem pobocznym ich wypraw wojennych. […] Ich postępowanie było rozsądne z perspektywy praktycznego odżywiania się, inaczej nie skorzystaliby z pierwszorzędnego źródła białka zwierzęcego. Jego zdaniem tabuizacji kanibalizmu nie wprowadzono ze względów etycznych, lecz po przeciwstawieniu kosztów i zysków. Większe społeczeństwa, zorganizowane państwowo, mają inne interesy niż małe wspólnoty: potrzebują więcej rąk do pracy i podatników. Poza tym zaczęto trzymać coraz częściej zwierzęta użytkowe. Stąd Harris wnioskuje, […] że mięso ludzkie przestano uważać za nadające się do jedzenia w zasadzie z tego samego powodu co wołowinę w przypadku braminów i psie mięso w przypadku Amerykanów: bilans między kosztami a pożytkiem był niekorzystny.

### Kult ofiarny u Azteków

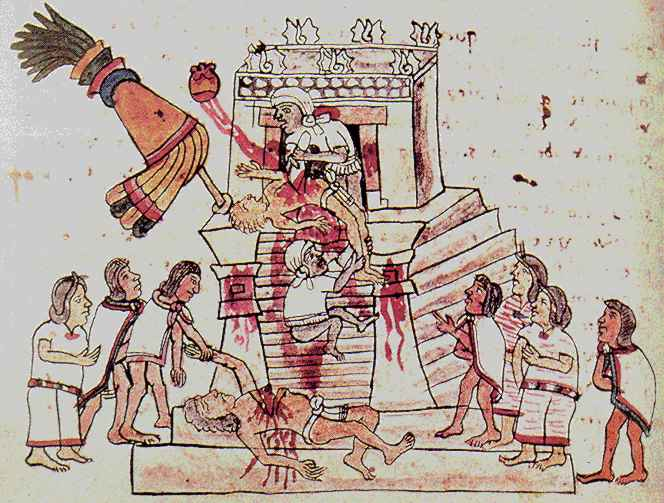
Rycina z „Codexu Florentino” (ok. 1570) przedstawiająca ofiarowanie ludzi u Azteków

Kanibalizm u Azteków wydaje się nie pasować do teorii Harrisa, gdyż naród ten nie zrezygnował ze spożywania mięsa ludzkiego po powstaniu państwowości azteckiej. Masowe ofiarowywanie ludzi było ich kultem ofiarnym i to na większą skalę. Tę trwającą stulecia praktykę potwierdzają duże ilości znalezionych kości i kopce z czaszek, które opisał po raz pierwszy Hernán Cortés podczas swojej wyprawy w 1519. Rytuały ofiarne odbywały się w Tenochtitlán na najwyższej platformie piramidy w dzielnicy świątyń. Tam kilku kapłanów wycinało ofierze serce, które było poświęcone jednemu z bóstw. Głowy odcinano i używano do budowy kopców. Pozostałe części ciała zwracano właścicielowi, który wziął jeńca do niewoli podczas wyprawy wojennej. Zwłoki zjadano następnie podczas uczt. Roczne liczby ofiar szacuje się w granicach od 15 tys. do 250 tys. ludzi, a ofiarami byli zarówno mężczyźni, jak i kobiety, rzadziej dzieci.
Fakt, że Aztekowie zjadali potencjalnych niewolników i podatników, Harris tłumaczy tym, że Aztekowie nie prowadzili chowu bydła. Ich jedynymi zwierzętami użytkowymi były psy i indyki, co jego zdaniem, nie wystarczało wyższym klasom jako źródło mięsa. Pomimo tego Harris nie zgadza się z tezą Michaela Harnera, opisującą kanibalizm u Azteków jako skutek braku zwierząt użytkowych – problem, który miał być rozwiązany przez zaopatrzenie się w mięso w aztecki sposób. Dla Harrisa koszty wypraw byłyby wyższe niż ich zysk – Niedostatek mięsa zwierzęcego niekoniecznie zmuszał Azteków do spożywania ludzkiego mięsa. On po prostu […] niwelował korzyści polityczne z ewentualnego zaprzestania kanibalizmu.
Harris określa aztecki kanibalizm jako wojenny, Harner natomiast jako świecki. W kontekście religijnego kultu można go opisać również jako rytualny. Harris nie wspomina o tym, że w centrum kultu Azteków znajdowało się Słońce. To według mitu powstało z mięsa i krwi bóstw, które poświęciły się dla człowieka. Poza tym życie w zaświatach uważano za ważniejsze niż ziemski byt. W wierze Azteków zapewniony wstęp do raju miały ofiary kultowe i wojownicy, którzy zginęli podczas walki. Oba rodzaje śmierci znajdowały się na najwyższym, 13. stopniu w skali „kwalifikacji” do raju. Aby zapewnić dalszy bieg Słońca, musiała być regularnie ofiarowywana krew ludzi, tak jak bogowie ofiarowali się dla jego biegu wcześniej, zapewniając tym samym egzystencję świata.